# Geschichte von Höchst am Main

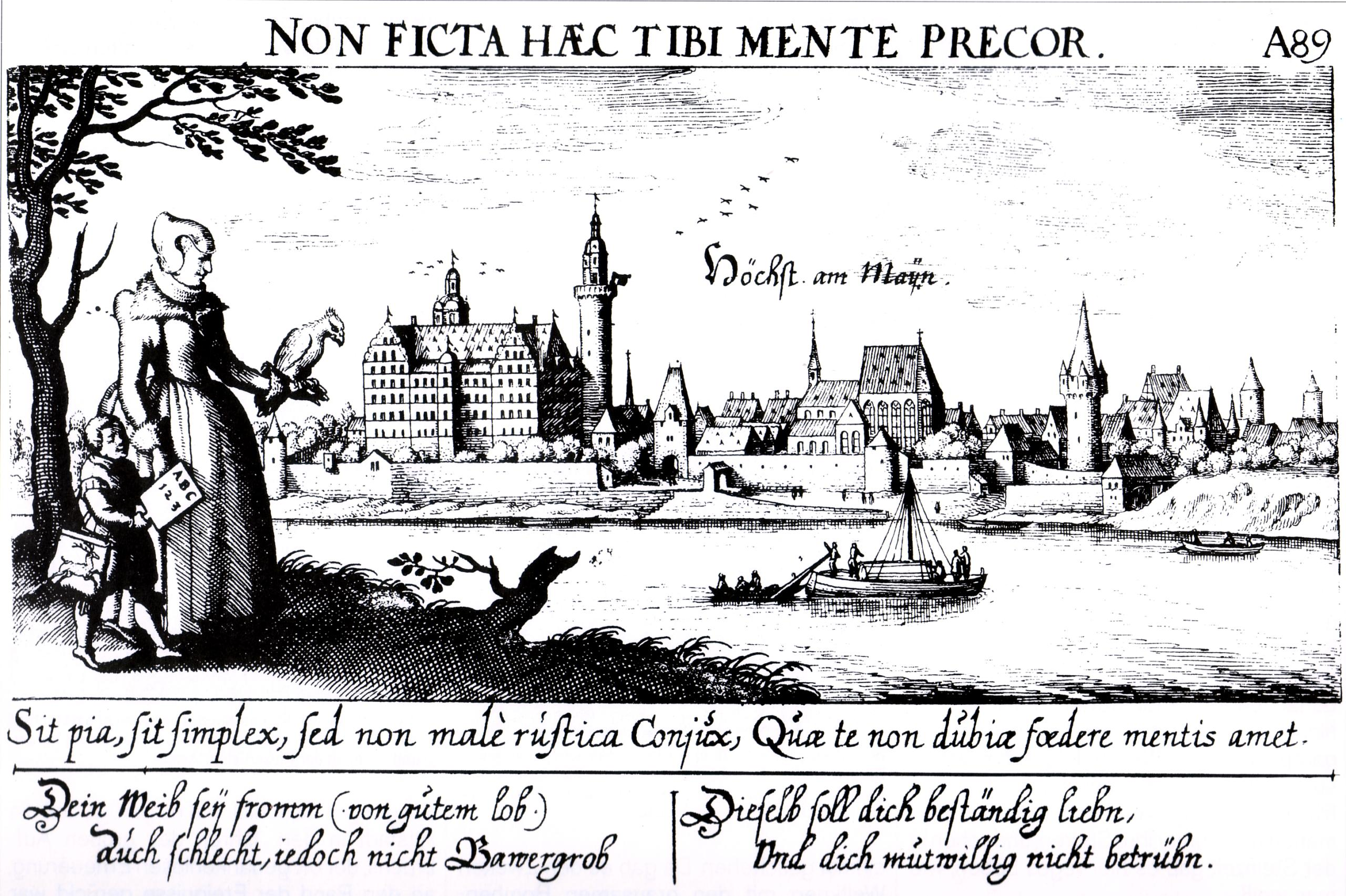
Höchst am Main mit Schloss, Justinuskirche und Stadtbefestigung im Jahr 1625. Stich von Daniel Meisner aus dem „Thesaurus philopoliticus“

Die Stadt Höchst am Main, heute der Frankfurter Stadtteil Höchst, hat eine über zwölfhundertjährige Geschichte. Lange Zeit war Höchst eine eigenständige Stadt und Vorposten des Kurmainzer Gebiets vor den Toren Frankfurts. Erst 1928 erfolgte die Eingemeindung nach Frankfurt.

## Geografische Einordnung
Höchst entstand an der Kreuzung frühgeschichtlicher Verkehrswege. Unmittelbar nach der Mündung der Nidda in den Main, zweier damals schiffbarer Flüsse, schiebt sich eine Hangkante fast bis ans Flussufer heran. Das Plateau ist hochwassersicher und war gut zu verteidigen. Am Fuße des Hangs führte eine Furt durch den Main, oben verlief eine vorrömische Altstraße, die Antsanvia oder Hohe Straße, ein Vorläufer der späteren Elisabethenstraße, die von der Mainmündung bei Kastel über Höchst bis in den Vogelsberg führte. Ausgehend von der Niddamündung strebte der Lindenweg (auch Linienweg genannt), eine vor-römische, geradlinige Verbindung über den Taunus-Übergang bei der heutigen Saalburg ins Lahngebiet. Nördlich von Sossenheim zweigte von diesem die alte Handelsstraße, die hessische Weinstraße (Wagenstraße) in die Wetterau ab.

## Vor- und Frühgeschichte
Einzelne Funde von Werkzeugen und von bearbeiteten Geweihstücken vom Ende des Jungpaläolithikums im Bereich der Höchster Altstadt lassen den Schluss zu, dass das Höchster Gebiet zu dieser Zeit bereits gelegentlich von Menschen bewohnt war. Eine dauerhafte Besiedelung ist jedoch nicht nachweisbar.
Erst mit Beginn der Jungsteinzeit lässt sich eine ständige menschliche Ansiedelung im Raum der Altstadt, der Höchster Neustadt und des Oberfeldes feststellen. Bei Bauarbeiten und Ausgrabungen wurden Siedlungsreste und Gefäßscherben aus der Bandkeramikzeit und der Michelsberger Kultur gefunden.
Hügelgräber und Urnenfelder aus der Bronzezeit geben Aufschluss über eine fortdauernde menschliche Besiedlung des Höchster Raums. Ebenfalls bei Bauarbeiten gefunden wurden eisenzeitliche Gräber aus der Hallstatt- und La-Tène-Zeit, die auf keltische Bewohner hinweisen. Ein Oppidum lässt sich jedoch nicht nachweisen, wie auch noch von keiner festen Ortsstruktur im Sinne eines Dorfes ausgegangen werden kann.

## Römische und vorfränkische Zeit
Kurz nach der Zeitenwende errichteten die Römer auf dem Hochufer über dem Main ein Kastell. Nicht genau nachgewiesen, aber möglich ist, dass in Höhe der Wörthspitze bei der Niddamündung eine Brücke den flachen Main überspannte und die römische Ansiedlung mit den südmainischen Gebieten um die heutigen Orte Kelsterbach und Groß-Gerau verband.
Die Römer bauten bestehende keltische Altstraßen aus und legten zahlreiche neue Verbindungen an: Zur Saalburg bzw. dem dortigen Taunus-Übergang den Linden- oder Linienweg, über diesen nach dem Elisabethenstraßen-Übergang zur Wetterau die Weinstrasse, auf der Wasserscheide Main / Nidda die Hohe Straße zum Vogelsberg und nach Thüringen. In nordwestlicher Richtung zum Feldberg zieht heute noch die Königsteiner Straße, und die Strecke entlang dem Mainlauf findet sich nach der Niddabrücke als Verbindung über Griesheim und den Gutleuthof nach Frankfurt. Dies sind heute der Nieder Kirchweg sowie die Stroofstraße.
In der geschützten Niddamündung wurde ein Flusshafen eingerichtet, am nördlichen Niddaufer entstand eine Militärziegelei im Bereich der heutigen Nieder Gemarkung. Die Legio XXII Primigenia stellte hier zwischen den Jahren 85 und 120 Ziegel her. Mit Weiterbau des Limes zur Mitte des 2. Jahrhunderts wurde die zeitweilig eingestellte Ziegelproduktion wieder aufgenommen. Erhalten sind mehr als 200 verschiedene Ziegelstempel, die meisten von der XXII. Legion.
Die Siedlung verlor mit dem Bau der Elisabethenstraße über Hofheim und der Anlage des Limes an wirtschaftlicher und militärischer Bedeutung. Sie entwickelte sich zu einer zivilen Siedlung. Als die Alamannen ab 260 den Limes überwanden und in römisches Gebiet einfielen, zogen sich die Römer in ihre linksrheinischen Gebiete zurück und gaben ihre Besitzungen rechts des Rheins auf. Die Siedlung an der Niddamündung wurde zur Wüstung, Überlieferungen und Berichte über eine Wiederbesiedelung des Höchster Gebietes nach dem Rückzug der Römer gibt es nicht. Lediglich einige Indizien weisen auf ein alemannisches Gehöft im 4. Jahrhundert und einen merowingischen Königshof am Rande der heutigen Altstadt im 5. Jahrhundert hin.

## Unter dem Krummstab: Die mainzische Zeit – 790 bis 1803

### Das Dorf Höchst im Früh- und Hochmittelalter

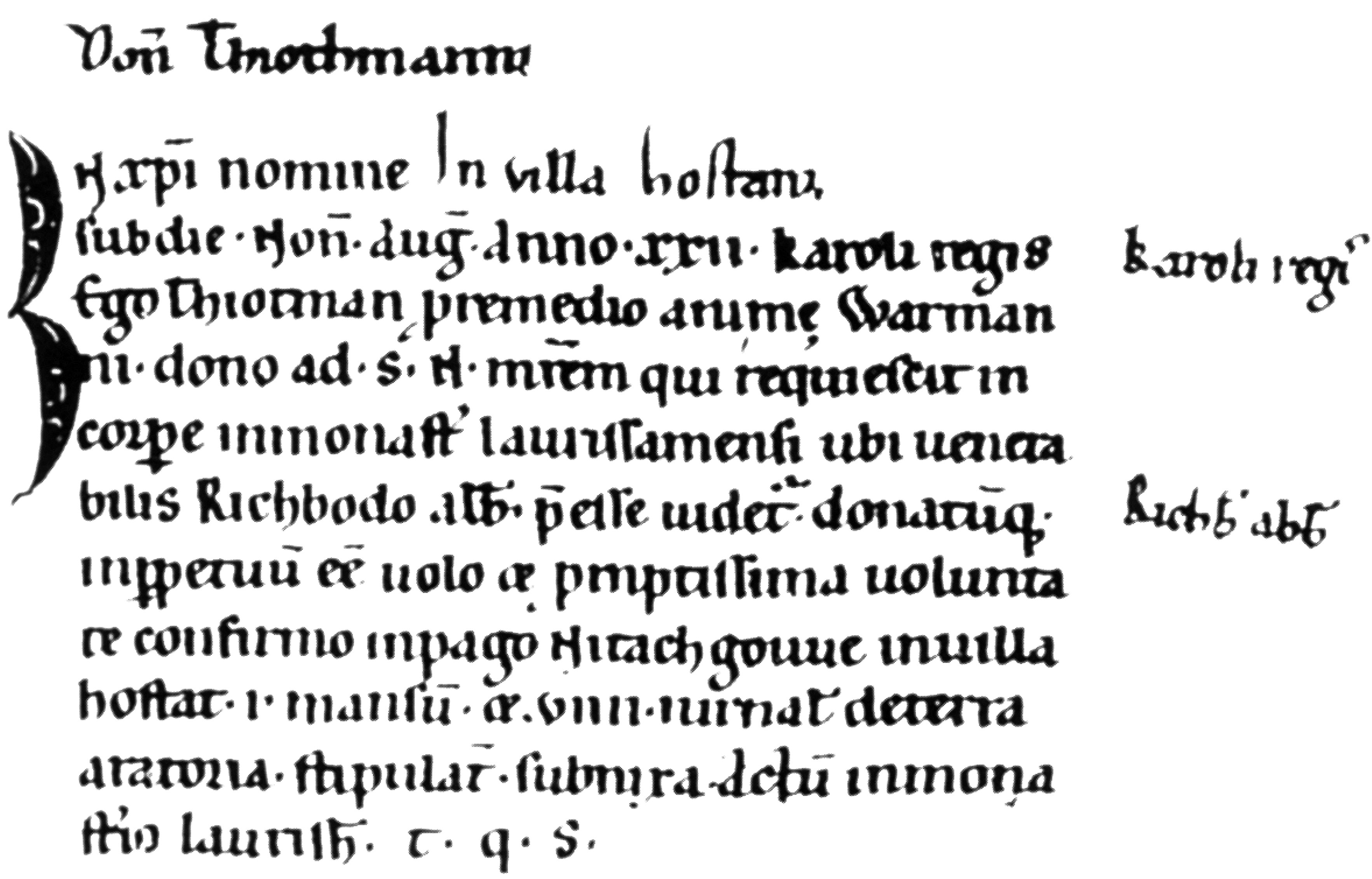
Ersterwähnung des villa hostat. Ausschnitt aus dem Lorscher Codex (12. Jahrhundert) mit dem Urkundstext von 790.

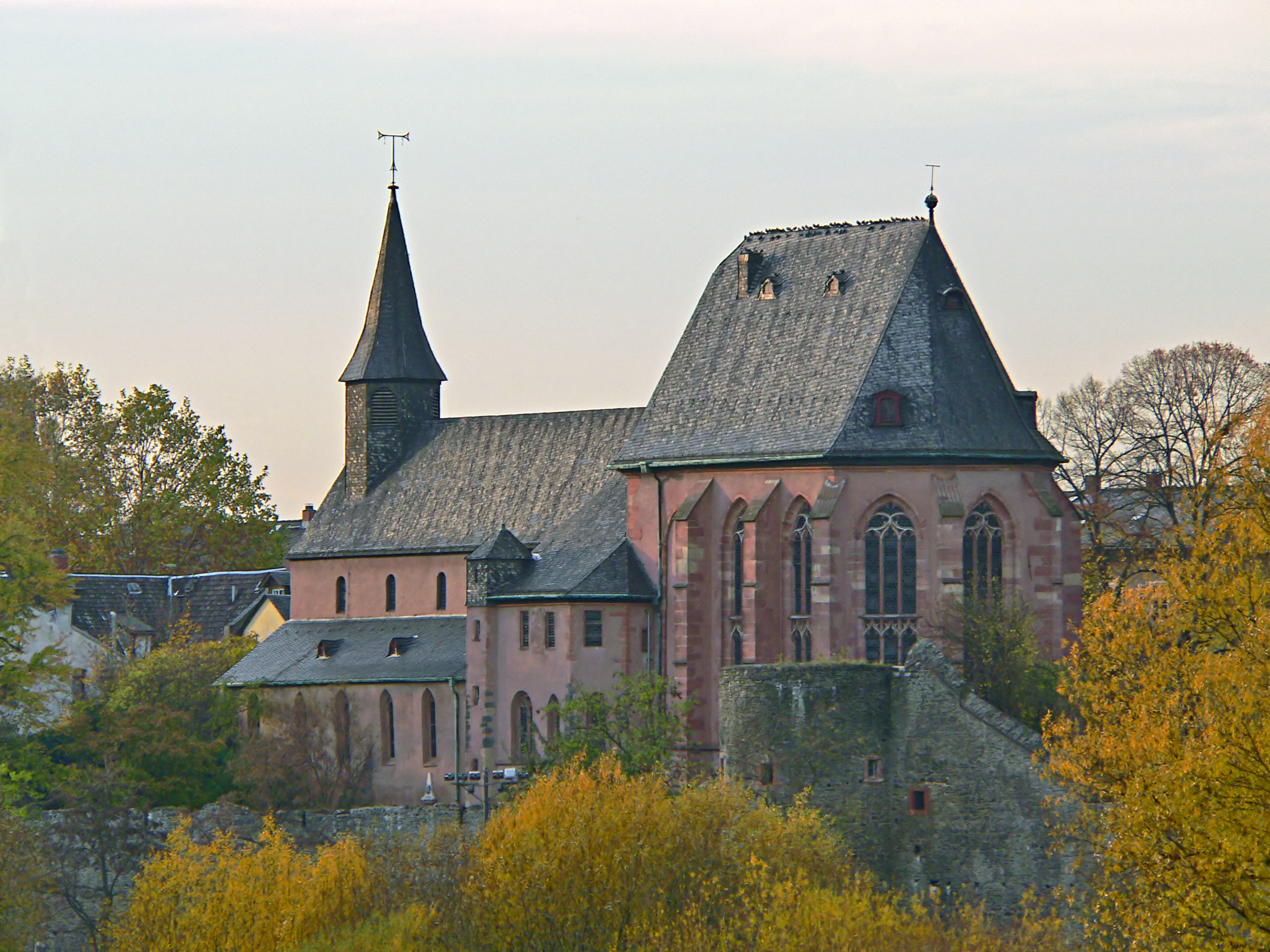
Die Höchster Justinuskirche in ihrer heutigen Gestalt mit karolingischer Basilika und gotischem Chor

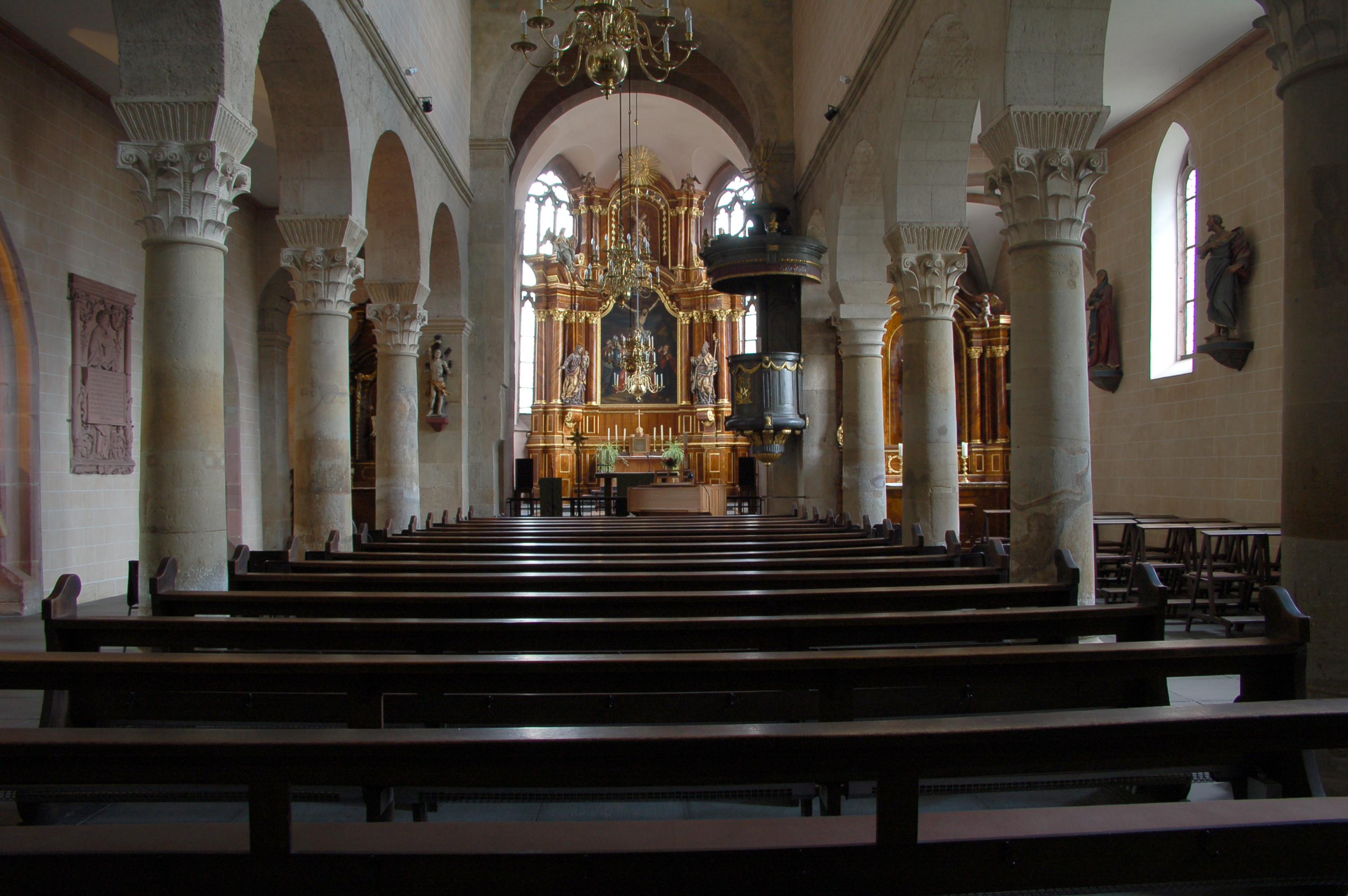
Das karolingische Mittelschiff der Justinuskirche

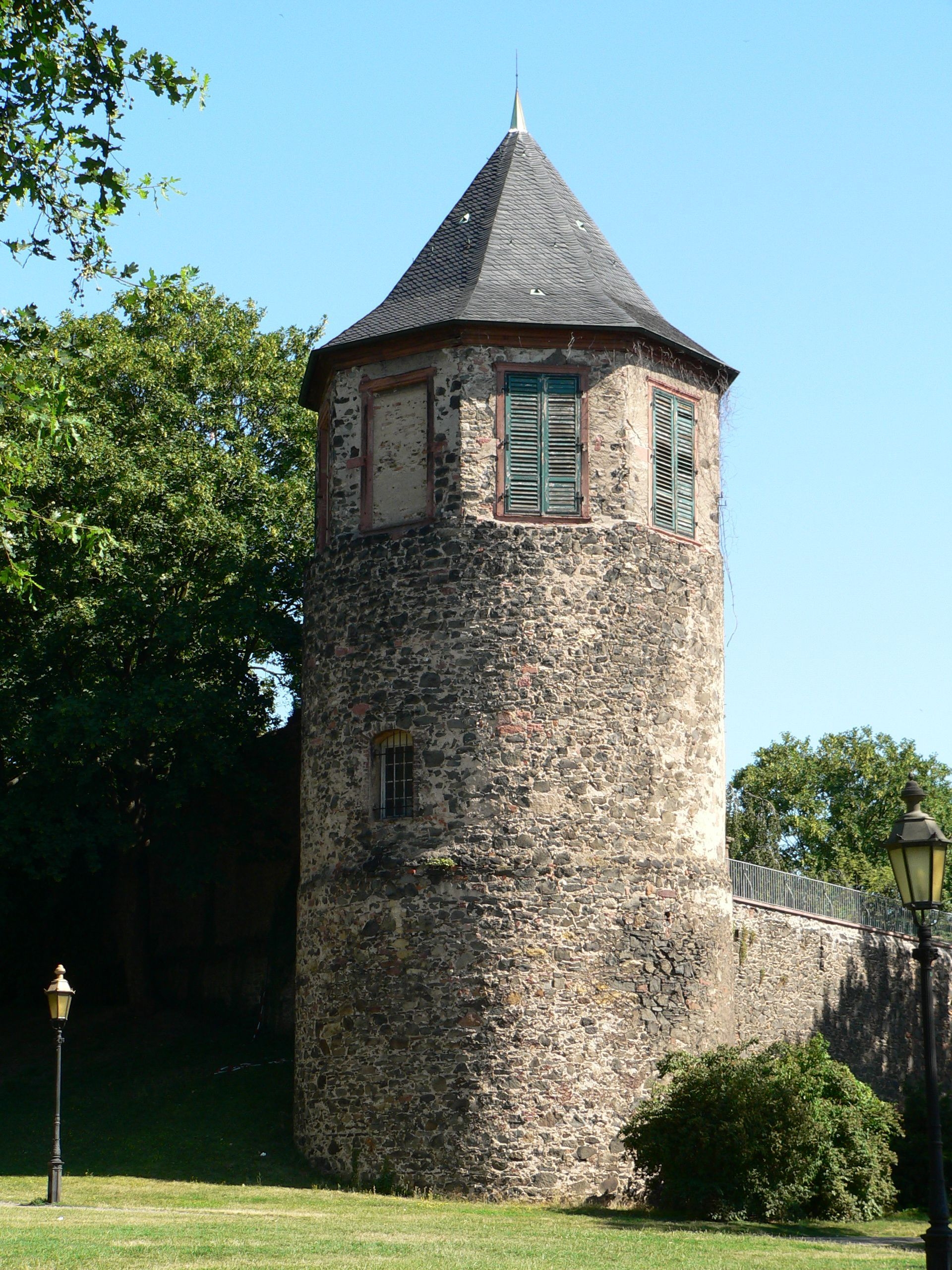
Der Höchster Ochsenturm aus dem 13. Jahrhundert

Erst aus dem 8. Jahrhundert gibt es wieder Hinweise auf eine Besiedelung des Hochplateaus über der Nidda mit Gehöften. Von einem Dorf im heutigen Sinn kann dabei allerdings keine Rede sein, es handelte sich vielmehr um eine lockere Ansammlung von Einzelgehöften. Die erste urkundliche Erwähnung dieser Ansiedlung erfolgte am 5. August 790 im Lorscher Codex, als der fränkische Gutsherr Thiotmann dem Kloster Lorsch ein Anwesen in villa hostat in Nitahgowe schenkte, im „Dorf auf der hohen Stätte im Niddagau“. Zu späteren Zeiten schrieb der Renaissancelyriker Georg Calaminus die Hostato-Sage in Versform auf, nach der der Knappe Hostato als einziger die Schlacht von Roncesvalles überlebte und deswegen von Karl dem Großen als Dank für seine Tapferkeit zum Ritter geschlagen und zum Vogt der hohen Stätte ernannt wurde.
Spätestens ab dem frühen 9. Jahrhundert hatte das Erzbistum Mainz, das nach Ausbau seiner Territorialherrschaft strebte, so viele Einzelprivilegien nach fränkischem Recht in den Gebieten entlang des Mains von Mainz bis Frankfurt auf sich vereinigt, dass Höchst Teil des Mainzer Besitzes war und nicht mehr zum Niddagau gehörte. Annalen des Klosters Fulda aus dem Jahr 849 berichten vom „Hofgut Höchst im Gebiet von Mainz“. Die Mainzer Herrschaft dauerte fast tausend Jahre bis zum Jahr 1803, noch heute erinnert das Mainzer Rad im Höchster Wappen daran.
Ab ungefähr 830 ließ der Mainzer Erzbischof Otgar von Mainz auf dem hohen Ufer über dem Main die Justinuskirche errichten, die bis heute weitgehend erhalten ist. Sie ist eine der ältesten Kirchen Deutschlands und das älteste Bauwerk Frankfurts. Die für die Siedlung viel zu große Kirche war ein Machtsymbol des Mainzer Erzbischofs gegenüber dem Frankfurter Königshof. Zugleich diente sie im Rahmen kirchlicher Siedlungspolitik dazu, die Entstehung einer dörflichen Ansiedlung und Konzentration der bis dahin in verstreuten Einzelgehöften lebenden Bevölkerung um die Kirche zu fördern. Otgars Nachfolger Rabanus Maurus weihte den Bau nach seiner Fertigstellung im Jahr 850. Die Justinuskirche diente als Dorfkirche. In der Folgezeit entwickelte sich das Dorf Höchst entlang der Hauptstraße zwischen einem mainzischen Fronhof im Westen, der im Bereich der Wed gelegen war, und der Justinuskirche im Osten. Die westliche Grenze Höchsts bildet ein Mündungsarm des Liederbachs, der über den Bereich des heutigen Schloßplatzes  zum Main floss. Zu Beginn des 11. Jahrhunderts konnte von einem Dorf Höchst die Rede sein.
Aus dem 11. Jahrhundert ist die Entstehung eines weiteren erzbischöflichen Hofes westlich der Justinuskirche überliefert. Zusammen mit der Justinuskirche wurde er dem Kloster St. Alban in Mainz geschenkt. Die Kirche wurde in Schriften des Stifts gezielt als einsturzgefährdet bezeichnet; St. Alban erhielt auf diese Weise als Dreingabe weitere Ländereien und Privilegien in Höchst. Renovierungsarbeiten an der angeblich baufälligen Kirche fanden jedoch nicht statt. Die Höchster Niederlassung der Abtei St. Alban blieb bis zum Jahr 1419 in Höchst.
Im 12. Jahrhundert setzte das Bistum Mainz einen Burggrafen in Höchst ein; urkundlich erwähnt wird ein Graf Gotfried von der Wartburg, ein Verwandter des Erzbischofs Heinrich I. Ein solcher Statthalter hatte üblicherweise seinen Sitz in einer Stadt oder einer Burg. Höchst war zu dieser Zeit noch keine Stadt, daher kann aus der nachgewiesenen Existenz eines Amtmanns geschlossen werden, dass bereits Mitte des 12. Jahrhunderts eine Burg als Vorgängerin des heutigen Höchster Schlosses existierte. Bei Schachtungsarbeiten auf der Schlossterrasse wurden 1981 Gräben gefunden, die aufgrund ihrer abweichenden Ausrichtung nicht zur – nachgewiesenen – späteren gotischen Zollburg gehören konnten.
Der in Höchst und anderen Orten des Untermains erhobene Mainzoll wurde von Kaiser Friedrich Barbarossa im Jahr 1157 aufgehoben und verboten. Lediglich an drei Orten, Frankfurt, Aschaffenburg und Neustadt durfte noch der Flusszoll erhoben werden. Mit dem Verfall der kaiserlichen Macht im 13. Jahrhundert hatte Kurmainz die Möglichkeit, in Höchst wieder Zoll zu erheben. Es wurde eine neue und größere Burg errichtet, die nach der Landseite hin eine hohe und fast fünf Meter dicke Schildmauer besaß. Folge des Burgbaus war eine bescheidene Ausdehnung Höchsts nach Westen. Durch den Aushub des Burggrabens wurde der tief eingeschnittene Mündungsarm des Liederbachs zugeschüttet, der Schloßplatz  weitgehend auf sein heutiges Niveau angehoben und das Wasser direkt in den Burggraben geleitet.
Im Norden und Osten des Burgplatzes entstand zwischen dem Ende des 13. und Anfang des 14. Jahrhunderts eine neue Bebauung. Der Allmeygang, der bisher direkt zum Main geführt hatte, wurde auf den neuen Platz umgeleitet. Westlich der Burg stand der Ochsenturm als freistehender Wartturm, er wurde später in die im 15, Jahrhundert entstehende Stadtbefestigung einbezogen.

### Stadterhebung und Stadtentwicklung im Spätmittelalter

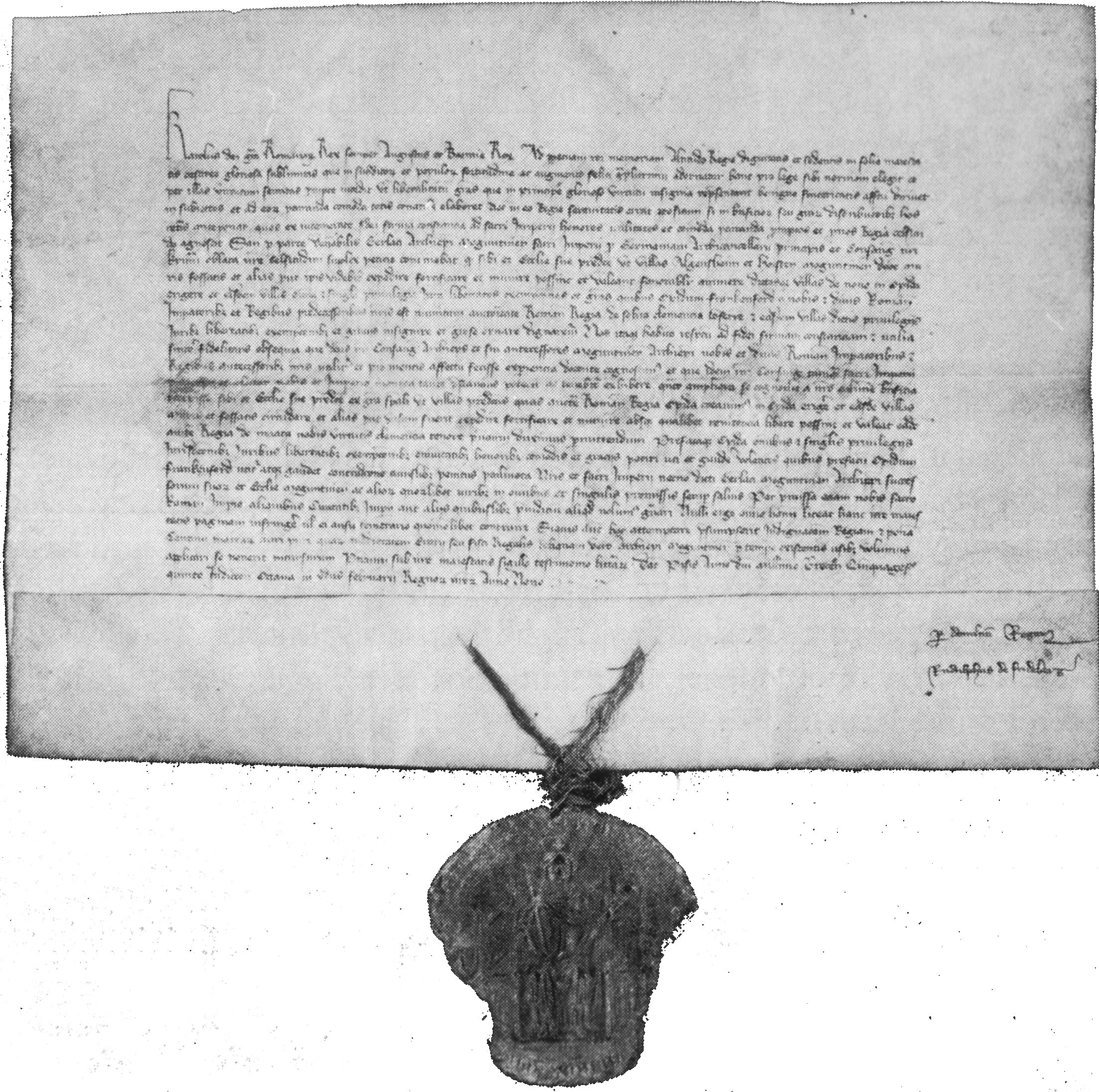
Stadtrechtsurkunde vom 11. Februar 1355 für die Dörfer Algensheim (Gau-Algesheim) und Hoisten

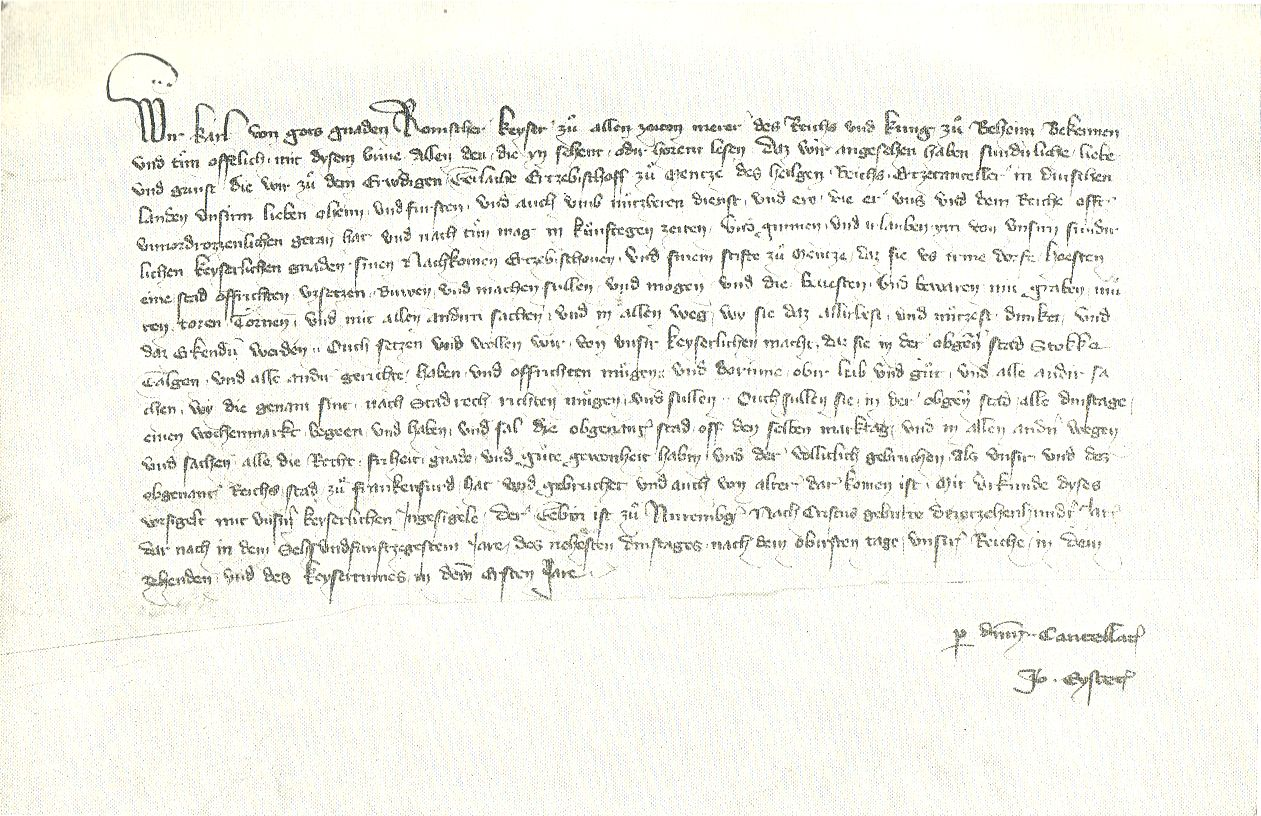
Stadtrechtsurkunde vom 12. Januar 1356 (vollständiger Urkundstext auf der Bildbeschreibungsseite)

Die Stadterhebung Höchsts war für längere Zeit ein Streitpunkt zwischen Mainz und Frankfurt. Dabei ging es vorrangig um die Erhebung des Mainzolls durch die Mainzer Erzbischöfe, für die der Zoll eine wichtige Einnahmequelle bedeutete. Frankfurt hingegen betrachtete den Höchster Mainzoll als Handelshindernis und erwirkte mehrfach dessen kaiserliches Verbot. Dennoch erhoben die Mainzer den Mainzoll oft weiter, ohne sich um die Verbote zu kümmern. Dies blieb in der Zeit des Interregnums mit seiner geschwächten Königsmacht meist folgenlos. 1336 erteilte Kaiser Ludwig IV der Bayer Frankfurt ein Privileg, das jeglichen Bau befestigter Anlagen im Umkreis von sieben Meilen um Frankfurt verbot. Damit sollte eine Befestigung Höchsts verhindert werden.
Am 11. Februar 1355 verlieh Kaiser Karl IV. in einer in Pisa ausgestellten Urkunde dem Dorf Hoisten (Höchst) gegen den Willen Frankfurts die Stadtrechte. Die in Latein verfasste Urkunde richtet sich an Gerlach von Nassau, den Landesherrn und Erzbischof von Mainz. Lange Zeit bestanden Zweifel an der Rechtmäßigkeit dieser Urkunde, da sie angeblich weder gesiegelt noch unterschrieben sei. Doch die im Münchener Bayerischen Hauptstaatsarchiv aufbewahrte Urkunde trägt sowohl das königliche als auch das kaiserliche Siegel und ist entsprechend gültig.
In einer weiteren in Nürnberg auf Deutsch ausgestellten Urkunde vom 12. Januar 1356, die ebenfalls im Bayerischen Hauptstaatsarchiv München aufbewahrt wird, bekräftigte Karl IV. die Stadterhebung noch einmal:

„Wir gönnen und erlauben ihm von unserer sonderlichen kaiserlichen Gnaden, seinen Nachkommen, […], daß sie aus ihrem Dorfe Hoesten eine Stadt aufrichten, aussetzen, bauen und machen sollen und mögen und die befestigen und bewehren mit Graben, mit Toren, Türmen und mit allen anderen Sachen und mit allen Wegen, …“

Zudem erweiterte Karl die Stadtrechte Höchsts deutlich und verlieh der jungen Stadt das Marktrecht. Wie in der ersten Urkunde wurden der Stadt Freiheitsprivilegien nach dem Vorbild der Nachbarstadt Frankfurt zugestanden:

„Auch sollen sie in der obengenannten Stadt alle Dienstage einen Wochenmarkt begehen und halten, und soll die obgenannte Stadt auf denselben Markttag und in allen anderen Wegen und Sachen alle die Rechte und Freiheiten, Gnade und gute Gewohnheiten haben und der völlig gebrauchen, als Unser und des obgenannten Reiches Stadt zu Franckenfurt hat und gebrauchet und auch von alters darkommen ist.“

Höchst wurde damit als Mainzer Tochterstadt vor den Toren Frankfurts ein wichtiges Instrument der Mainzer im Konkurrenzkampf der beiden Großstädte. Gleichzeitig wurden die Mainzer Erzbischöfe im Rahmen der Goldenen Bulle als Kanzler von Deutschland bestimmt, die das Privileg hatten, die Kurfürsten zur Königswahl zu versammeln.
Mit der Stadtrechtsverleihung wurden die mainzischen Rechte am Untermain gegenüber der aufstrebenden Reichsstadt Frankfurt gestärkt, und durch das Befestigungsrecht konnte Mainz auch militärisch in Höchst präsenter werden. Die bisher ungeschützte Siedlung und der mainzische Fronhof waren nun besser vor Überfällen geschützt. Durch die Stadtumwehrung verlief die Handelsstraße Frankfurt-Mainz durch das geschützte Stadtgebiet, was zur Folge hatte, dass auch ein Landzoll erhoben werden konnte. Die Einnahmen aus den Zöllen in Höchst, Ehrenfels und Niederlahnstein waren für den finanzschwachen mainzischen Staat ein willkommenes Instrument, am wachsenden Reichtum der Nachbarn teilzuhaben.

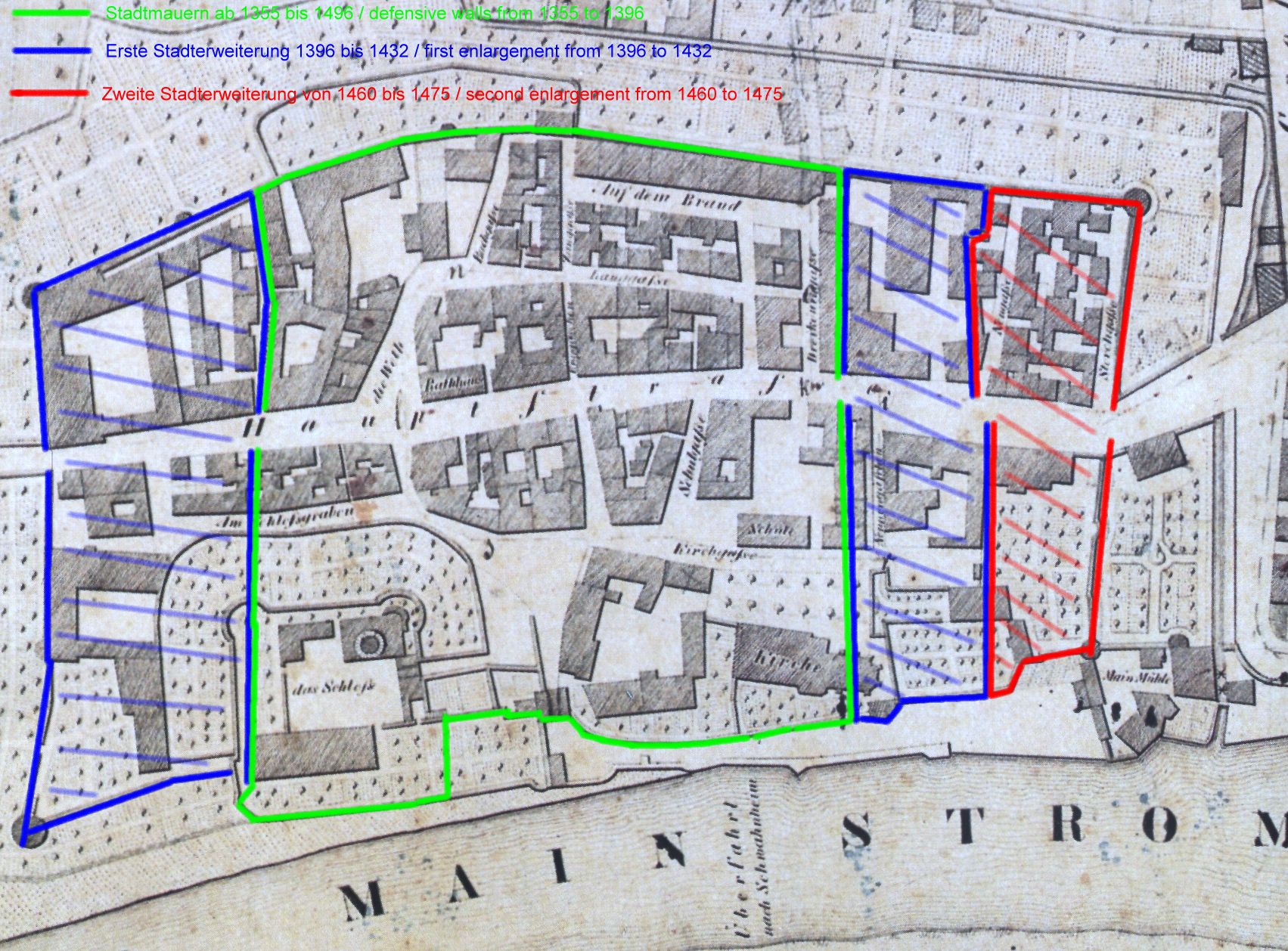
Übersicht über Stadtmauerbau und Stadterweiterung zwischen 1355 und 1475, basierend auf einem Ausschnitt aus dem Stadtplan von 1850. Der Grundriss der Altstadt hatte sich seit dem Mittelalter nicht verändert.

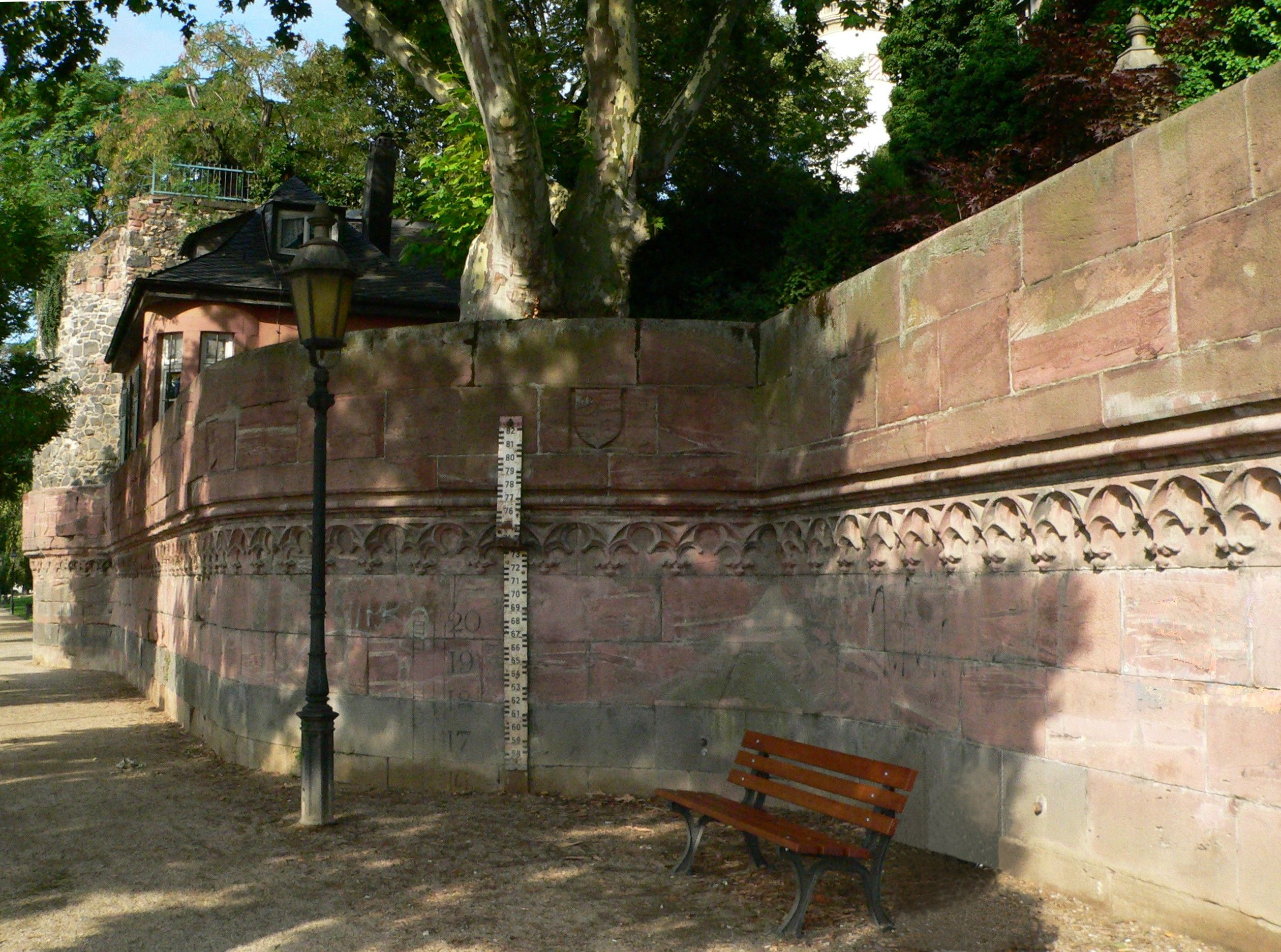
Ein Teil der gotischen Höchster Stadtmauer aus dem frühen 15. Jahrhundert mit dem Wappen Diethers von Isenburg. Ca. 2 m der Mauer stehen unsichtbar im Boden, die Aufschüttung stammt vom Bau des Höchster Hafens im Jahr 1908.

Eine Stärkung des Bürgertums lag mit der Stadterhebung Höchsts nicht im Interesse des Erzbischofs, der bereits den Bürgern der Stadt Mainz erhebliche Freiheiten hatte zugestehen müssen. Die Höchster Bürger erhielten durch die Stadterhebung zwar die städtischen Freiheiten, aber keine Selbstverwaltung. Mainz richtete keinen Rat ein, und auch der Schultheiß wurde von den Erzbischöfen ernannt. Die Stadt Höchst sollte Zolleinnahmen erbringen und die Ostgrenze des mainzischen Staats militärisch sichern. Die bäuerliche Fron wurde durch andere Pflichten wie den Wachdienst auf den Stadtmauern ersetzt.
Kurz nach der Stadterhebung begann in Höchst der Bau einer Stadtbefestigung. Die teilweise bis heute erhaltene Stadtmauer entstand vermutlich in mehreren Schritten. Die Limburger Chronik erwähnt im Bericht über den Frankfurter Angriff von 1396 keine steinerne Mauer, sondern Palisaden mit Gräben und Türmen:

„Auch soll man wissen, daß Höchst vorgenannt erst vor vierzig Jahren zu einem Städtchen und zu einer Freiheit begriffen ist worden mit Graben, Planken und Bergfrieden, als sich das gehöret.“

Die Ausdehnung der Stadt reichte anfangs von der Rosengasse im Westen bis zum späteren Kronberger Haus im Osten. Sie erreichte im Osten und Westen erst Ende des 15. Jahrhunderts nach einer zweimaligen Erweiterung den Umfang der erhaltenen Stadtumwallung.
Der von den Mainzern in Höchst von allen den Main befahrenden Schiffen erhobene Zoll blieb weiterhin Streitpunkt zwischen den Mainzern und den Frankfurtern, da die Handelsstadt Frankfurt durch den Mainzoll ihre wichtigste Lebensader bedroht sah. 1368 wurde der Zoll wieder erhoben, 1379 erneut verboten und der Main bis Frankfurt für zollfrei erklärt. König Wenzel erlaubte im Jahr 1380 schließlich dem Erzbischof Adolf I. von Nassau und seinen Nachfolgern die Erhebung eines Zolls auf Wein und andere Kaufmannsgüter. 1396 nutzten die Frankfurter deshalb die Sedisvakanz des Mainzer Bischofsstuhls; im Auftrag des Frankfurter Rats zerstörten die Cronberger Ritter Stadt und Burg Höchst im Handstreich. In den Jahren 1396 bis 1432 erfolgte schrittweise der Wiederaufbau der Burg und der Stadtbefestigung, gegen den Frankfurt vergeblich klagte. Auch das Wechselspiel um den Höchster Zoll von Erlaubnis und Verbot, Erhebung und Verzicht setzte sich weiter fort.
Die Ansiedlung einiger Adelsfamilien in Höchst, die im Wechsel den Posten des mainzischen Amtmanns besetzten, führten zu einem räumlichen und wirtschaftlichen Wachstum. Die Stadt wurde nach der Zerstörung 1396 entlang der Hauptstraße bis 1432 nach beiden Richtungen erweitert. Im Westen wurde dabei der ältere Ochsenturm als südwestliche Ecke in die neue Befestigung einbezogen. An der Hauptstraße entstanden Stadttore.
Das Kloster St. Alban, das bisher die Seelsorge in der Justinuskirche übernommen hatte, wurde 1419 aufgelöst. Das Klostergut wurde deshalb 1441 an den Antoniter-Orden übertragen, der sein Kloster in Roßdorf (damals Grafschaft Hanau, heute Stadtteil von Bruchköbel) nach Höchst verlegte. Die Antonitermönche erweiterten die Justinuskirche um einen gotischen Chor, der bis heute das Aussehen des Bauwerks prägt. Die letzten Antoniter verließen Höchst 1803 nach der Säkularisation.
1463 erhielt der in der Mainzer Stiftsfehde unterlegene und als Erzbischof abgesetzte Diether von Isenburg im Frieden von Zeilsheim das Amt Höchst als eigene Herrschaft zugesprochen. Bis Diether 1475 erneut Erzbischof wurde, ließ er Burg und Stadt Höchst ausbauen. In einem weiteren Bauabschnitt von 1460 bis 1475 erfolgte noch einmal eine Stadterweiterung nach Osten, die Aufweitung der Straße vor dem Storch genannten Frankfurter Tor diente als neuer Platz für den Höchster Wochenmarkt. Bei dieser Erweiterung wurde die befestigte Mainmühle als neue südöstliche Ecke in die Befestigung einbezogen.

### Höchst in der frühen Neuzeit bis zum Ende von Kurmainz

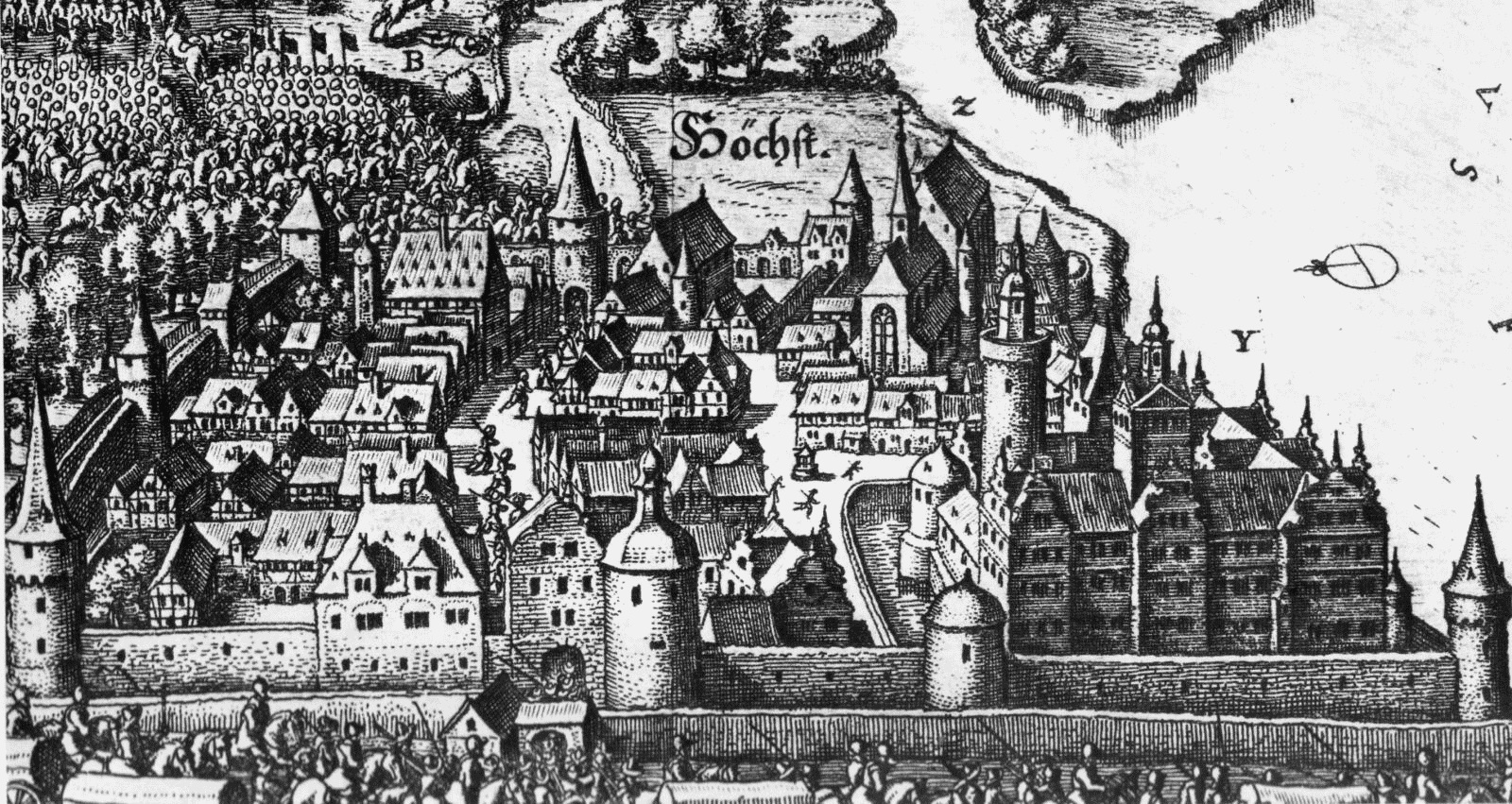
Höchst, Ausschnitt aus einem Stich Merians zur Schlacht bei Höchst, 1622

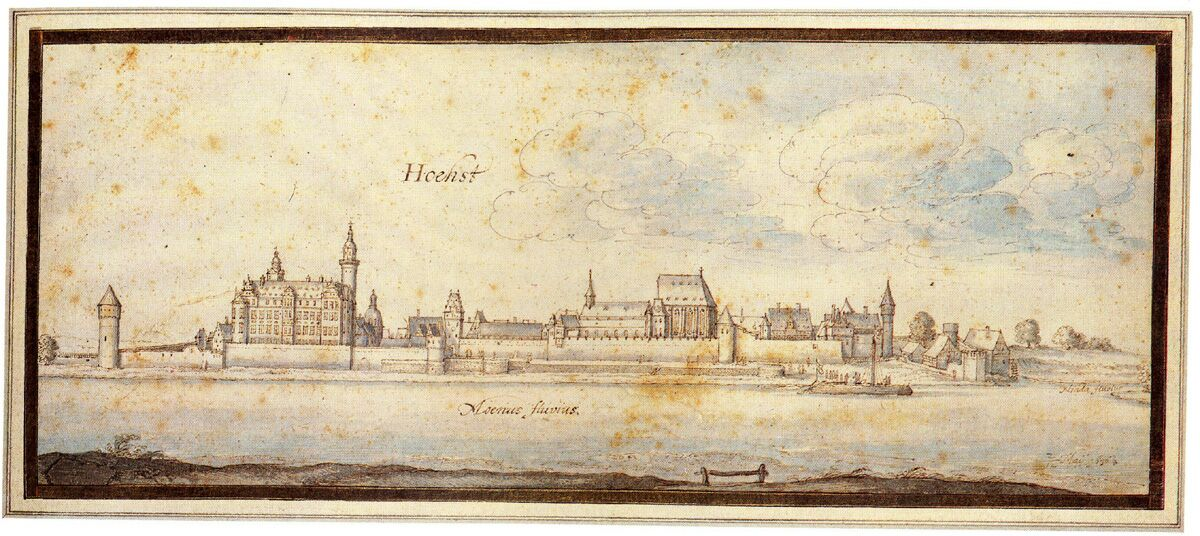
Höchst im Jahr 1636 mit Ochsenturm, Schloss, Maintor, Stadtbefestigung und Justinuskirche, aquarellierte Federzeichnung von Wenzel Hollar 1636

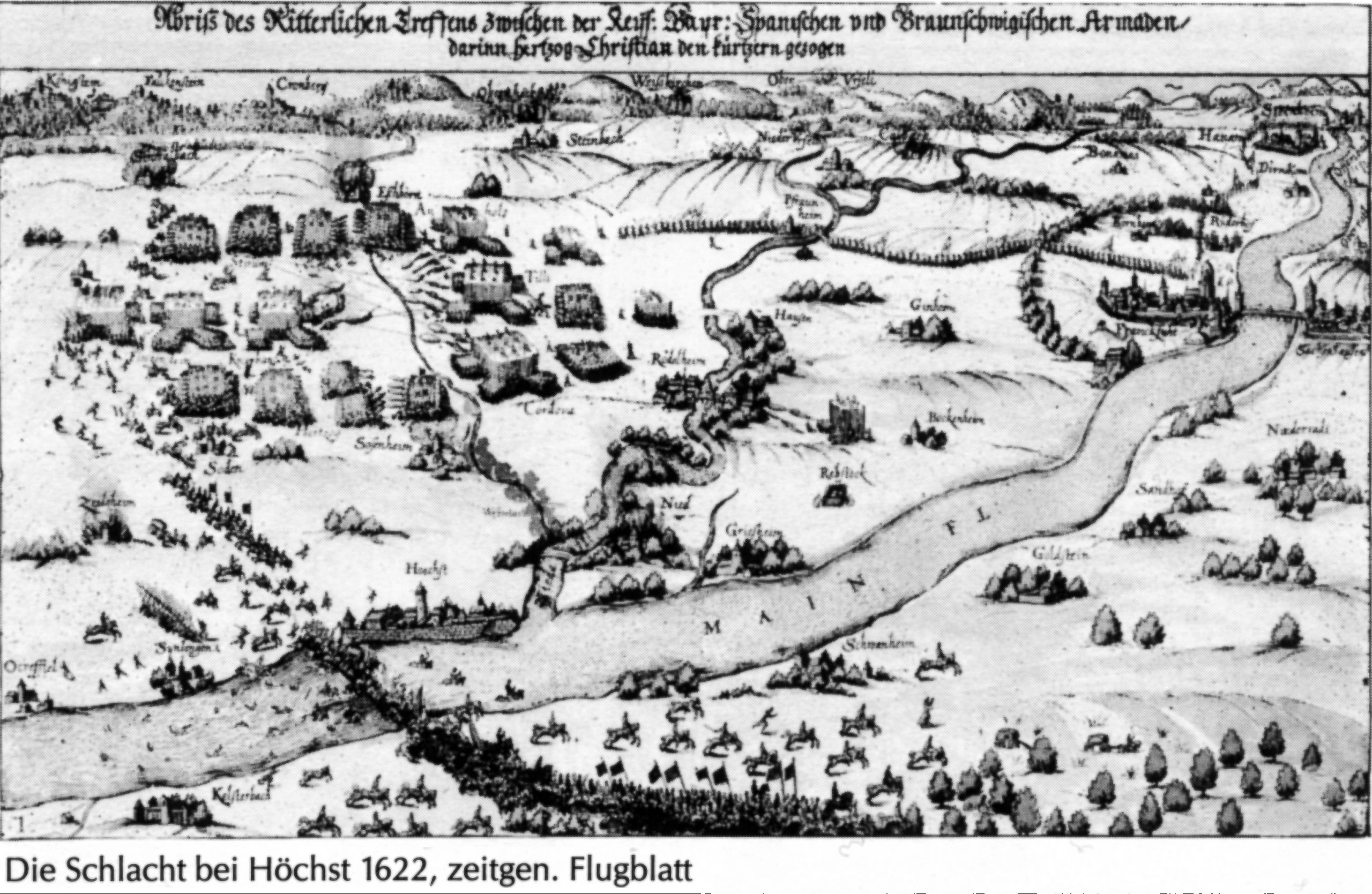
Die Schlacht bei Höchst auf einem zeitgenössischen Stich.„Östreichischer Lorbeerkrantz“, Nicolaus Bellus, 1625

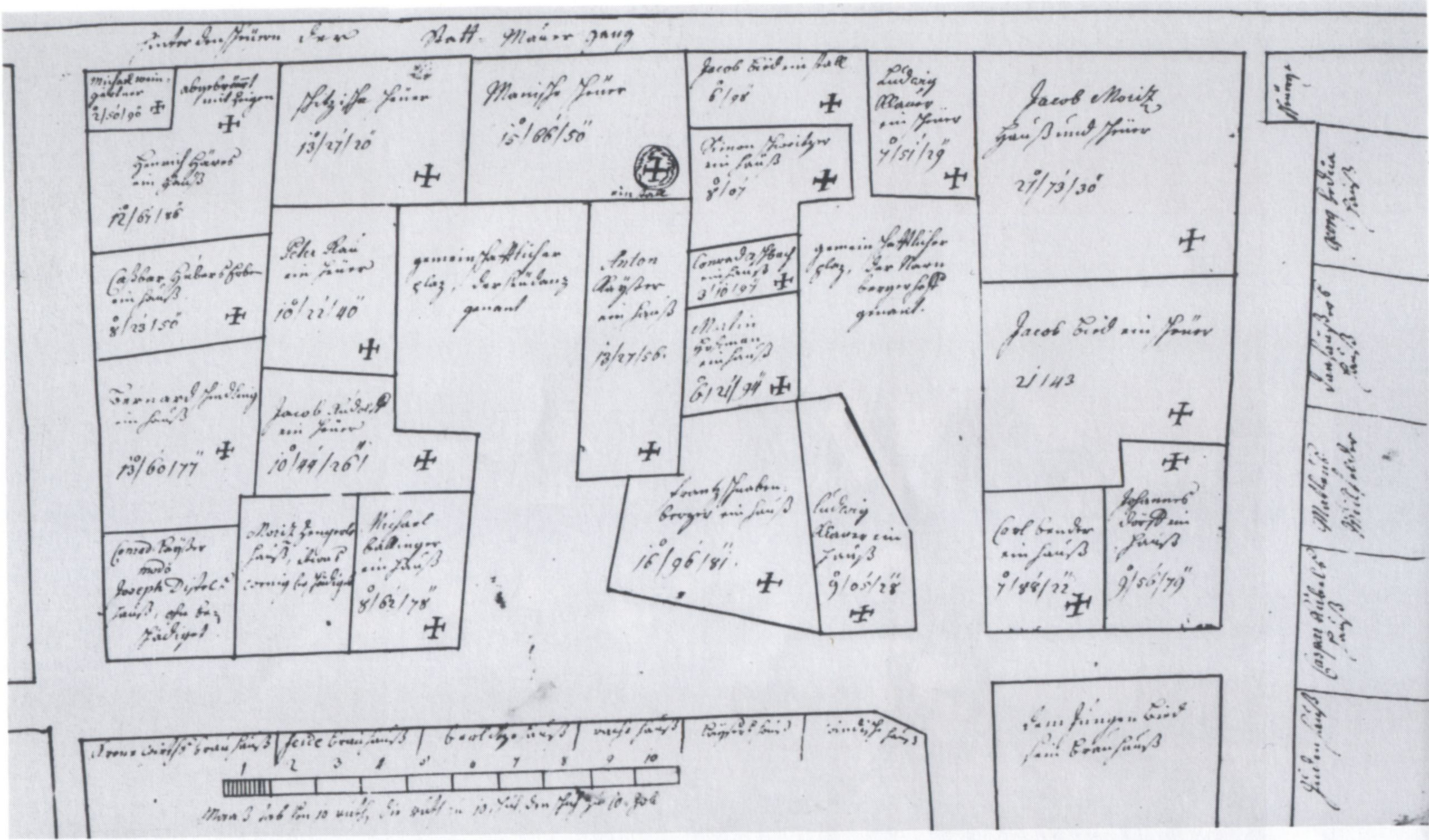
Brandschadensaufnahme in der Höchster Altstadt zwischen Albanusstraße und Kronengasse von 1779

In der Renaissancezeit entwickelte sich Höchst langsam zu einem kleinstädtischen Unterzentrum westlich von Frankfurt. Seit Mitte des 16. Jahrhunderts entstanden einige der heute noch bestehenden Adelshöfe wie das Kronberger Haus, das Dalberger Haus und das Greiffenclausche Haus. Wolfgang von Dalberg als Erzbischof und Landesherr ließ das Schloss ab 1586 weiter ausbauen.
1582 wurde Höchst von der Pest heimgesucht. Die Zahl der Pesttoten ist nicht überliefert, lediglich das Diarium der Antoniter berichtet von vier Opfern unter den Brüdern. In der Nacht vom 10. auf den 11. Dezember wurde beim Großen Stadtbrand die Hälfte der Stadt zerstört. Das Diarium der Antoniter überliefert:

„1586 Högst gebrandt in Vigilia Damasi; war der Main gefroren stundt 5 wochen zu.“

Der Dreißigjährige Krieg bedeutete auch für Höchst einen Einschnitt. Die Stadt wurde durch die Kriegsereignisse stark in Mitleidenschaft gezogen. Am 20. Juni 1622 wurde die Schlacht bei Höchst ausgetragen, bei der die Kaiserlichen unter Tilly die Braunschweiger schlugen. Die Stadt wurde dabei besetzt und geplündert. Vom November 1631 bis März 1632 besetzten die Schweden unter Gustav II. Adolf die Stadt, eine kleine schwedische Besatzung blieb bis Ende 1634. Auf seinem Zug von Frankfurt Richtung Mainz ließ Bernhard von Weimar im Januar 1635 Höchst einnehmen und die Hälfte der Stadt und das damalige gotische Schloss niederbrennen. Der Kurfürst Anselm Casimir Wambolt von Umstadt beklagte sich in einem Schreiben vom März des Jahres darüber beim Kaiser:

„Allein aus bösem Vorsatz und giftigem Neid ohne einige ihren Nutzen und Vorteil han sie das durch unsren Vorgänger Wolfgang mit großen Kösten erbaute Residenzschloß ganz und zumal bis auf die noch stehenden Mauern in die Asche gelegt.“

Die Stadt wurde noch mehrfach von feindlichen Truppen heimgesucht. Brände, Hunger und Pest dezimierten die Bevölkerung. Von den 126 Familien im Jahr 1618 blieben am Ende des Krieges nur noch 75 übrig. Durch Zuzug stieg die Zahl der Haushaltungen jedoch wieder auf 102. Die Stadt erholte sich nur langsam von den Kriegsfolgen, das zerstörte Schloss wurde nicht wieder aufgebaut. Lediglich der Torbau und der Bergfried wurden in den Jahren 1636 bis 1768 wieder instand gesetzt. Der Turm erhielt dabei 1681 seine Barockhaube.

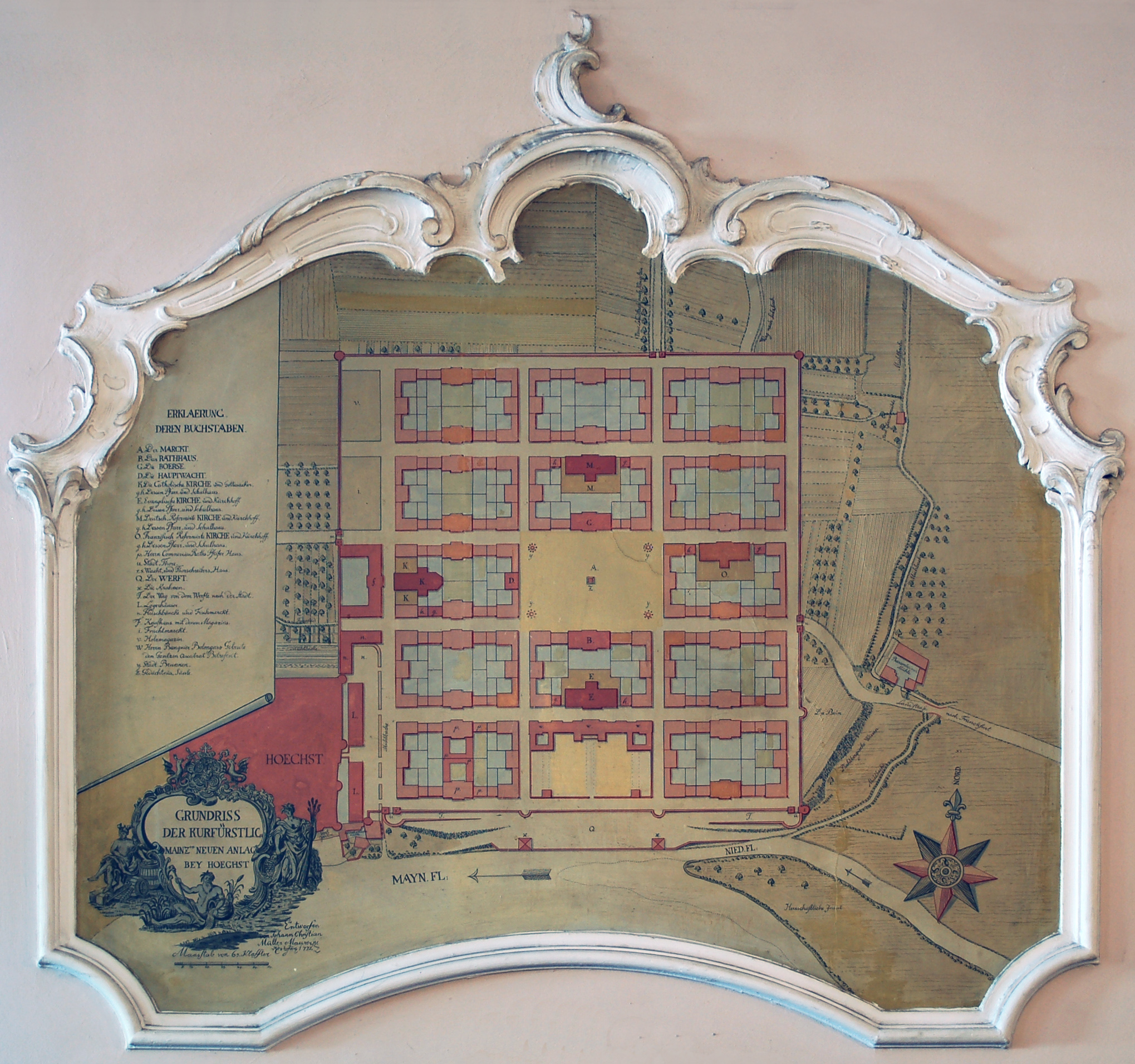
Idealplan der Höchster Neustadt. Wandgemälde im Bolongaropalast

Im 18. Jahrhundert setzte in Höchst eine langsame Blüte des Handels ein. Mit dem wirtschaftlichen Aufschwung stieg auch langsam die Bevölkerungszahl, sie verdoppelte sich bis 1780 auf 850 gegenüber 450 im Jahr 1668. Die Gründung der bekannten Höchster Porzellanmanufaktur im Jahr 1746 – sie produzierte bis 1796 und wurde 1947 neu gegründet – und die Ansiedlung der italienischen Handelsfamilie Bolongaro waren zwei wichtige Gründe für diesen Aufschwung. Die Bolongaros hatten 1743 eine Frankfurter Tabakhandlung erworben und bauten sie zur größten Schnupftabakmanufaktur Europas aus. 1771 erwarben sie in Höchst das Bürgerrecht, das ihnen die lutherische Reichsstadt Frankfurt verwehrt hatte. Kurfürst Emmerich Joseph gestattete ihnen den Bau des Bolongaropalastes im Rahmen seines 1768 begonnenen Neustadt-Projektes zur Stadtentwicklung Höchsts. Das Projekt kam jedoch nur stockend voran. Zwar wurden den Neusiedlern viele Privilegien zugestanden, die Baukosten auf dem schwierigen Gelände waren jedoch hoch und in der Altstadt stand genügend preiswerter Bauplatz zur Verfügung. Daher blieb die Neustadt bis auf wenige Straßenzüge unbebaut.
Am 24. September 1778 wurde die Altstadt abermals durch einen Stadtbrand getroffen, der das nordöstliche Viertel zerstörte. In der Folge wurde die Bebauung dort neu geordnet, um die Brandgefahr zu mindern. Gleichzeitig gestattete der Kurfürst, die Bebauung bis an die Stadtmauer heranzuziehen. Dies bedeutete das Ende der Stadtmauer als Verteidigungsanlage der Stadt. Die Bolongaros, denen 1783 doch noch das Frankfurter Bürgerrecht zugestanden worden war, verließen Höchst wieder und beauftragten ihren Prokuristen Bertina mit der Geschäftsführung der Tabakmanufaktur.
In den folgenden Jahren ab 1792 wurde Höchst während der Koalitionskriege mehrfach von französischen Truppen besetzt. Im September 1795 überschritt ein französisches Heer unter Marschall Jourdan den Rhein bei Mainz-Kastel, wurde aber am 10. Oktober 1795 von den Österreichern unter Karl von Clerfayt in der Schlacht bei Höchst geschlagen und über den Rhein zurückgeworfen. Am 11. Oktober 1802 nahmen einhundert Mann nassauisches Militär unter Führung des Regierungsrats Huth in Vorwegnahme der Territorialneuordnung Höchst in Besitz.

## Von Nassau und Preußen nach Frankfurt – 1803 bis 1928

### Die biedermeierliche Kreisstadt in Nassau

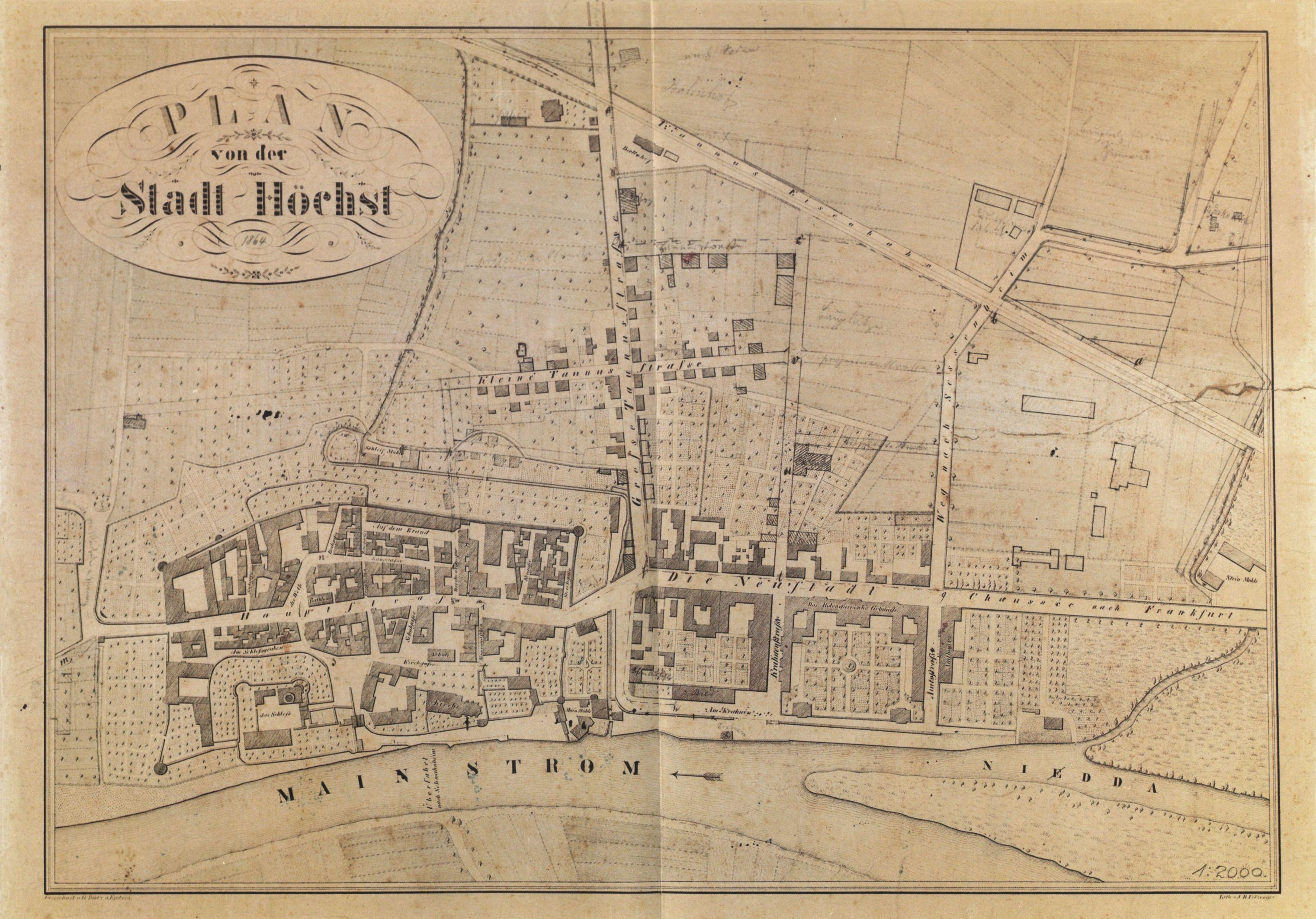
Stadtplan von Höchst aus dem Jahr 1864

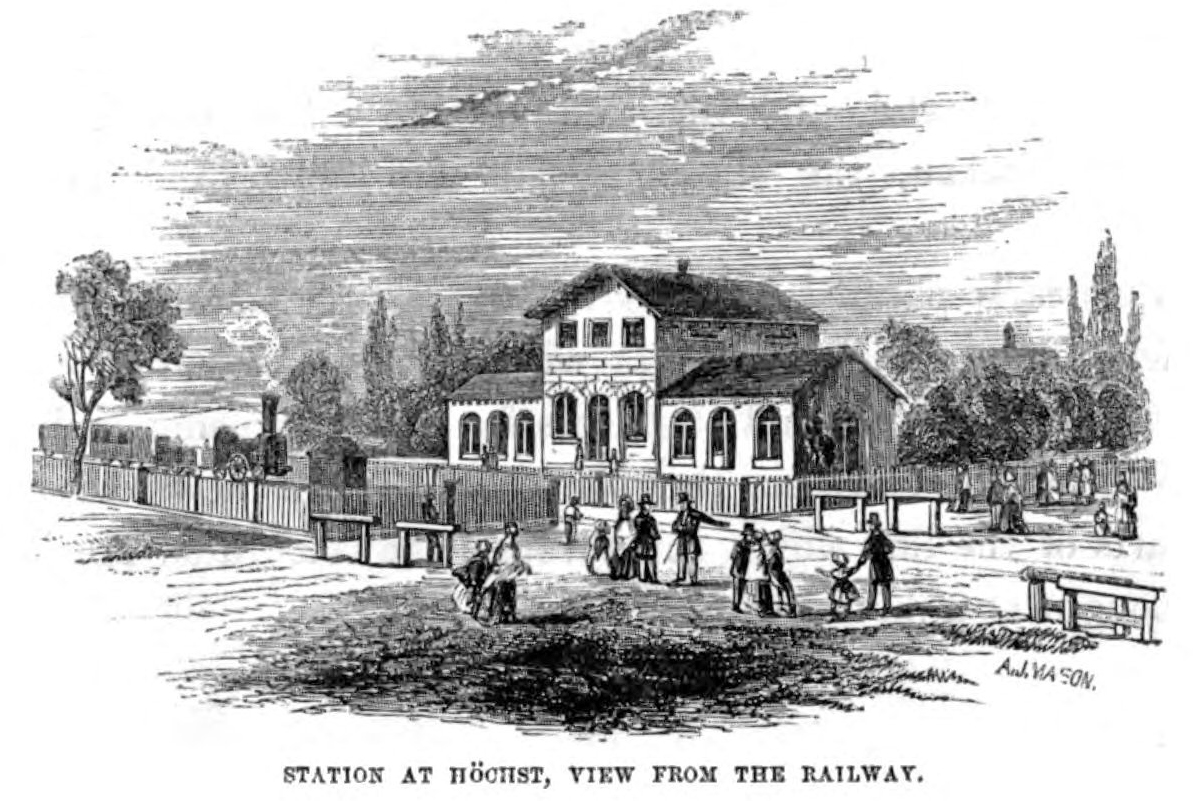
Der ehemalige Höchster Bahnhof aus dem Jahr 1839, englischer Stahlstich von 1846.

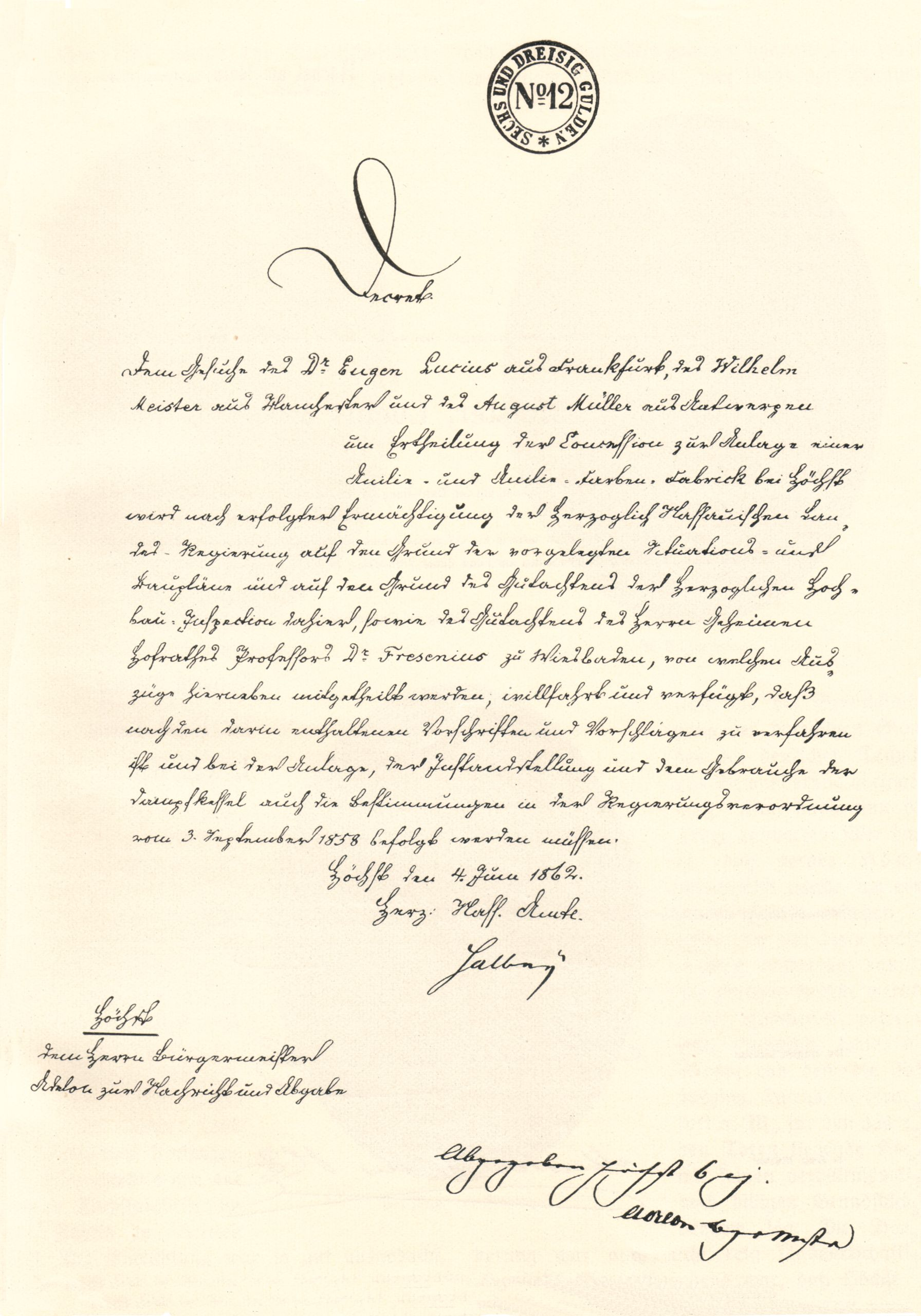
Bau- und Betriebsgenehmigung für die chemischen Werke Meister, Lucius & Co. durch die herzoglich-nassauische Verwaltung 1862

Mit dem Ende des Heiligen Römischen Reiches durch den Reichsdeputationshauptschluss von 1803 wurden die geistlichen Fürstentümer aufgelöst – auch das Territorium des Erzbistums Mainz wurde säkularisiert. Stadt und Amt Höchst wurden dem Fürstentum Nassau-Usingen zugeschlagen, das bereits 1806 im Herzogtum Nassau aufging. Die für Höchst zuständige Residenzstadt war jetzt Wiesbaden. Wenige Jahre später erfolgte die kirchenrechtliche Lösung Höchsts vom Erzbistum Mainz. Im Rahmen der 1821 erfolgten Neuordnung der Bistümer gehörte Höchst ab 1827 mit dem Herzogtum Nassau und der Freien Stadt Frankfurt zum neu geschaffenen Bistum Limburg.
Vom 1. auf den 2. November 1813 verbrachte der bei Leipzig geschlagene Napoléon Bonaparte seine letzte Nacht auf rechtsrheinischem Boden. Er übernachtete im Bolongaropalast. Sein Kontrahent, Marschall Blücher, erreichte Höchst wenige Tage später, am 17. November. Er nutzte den Bolongaropalast bis zum 27. Dezember des Jahres als Hauptquartier.

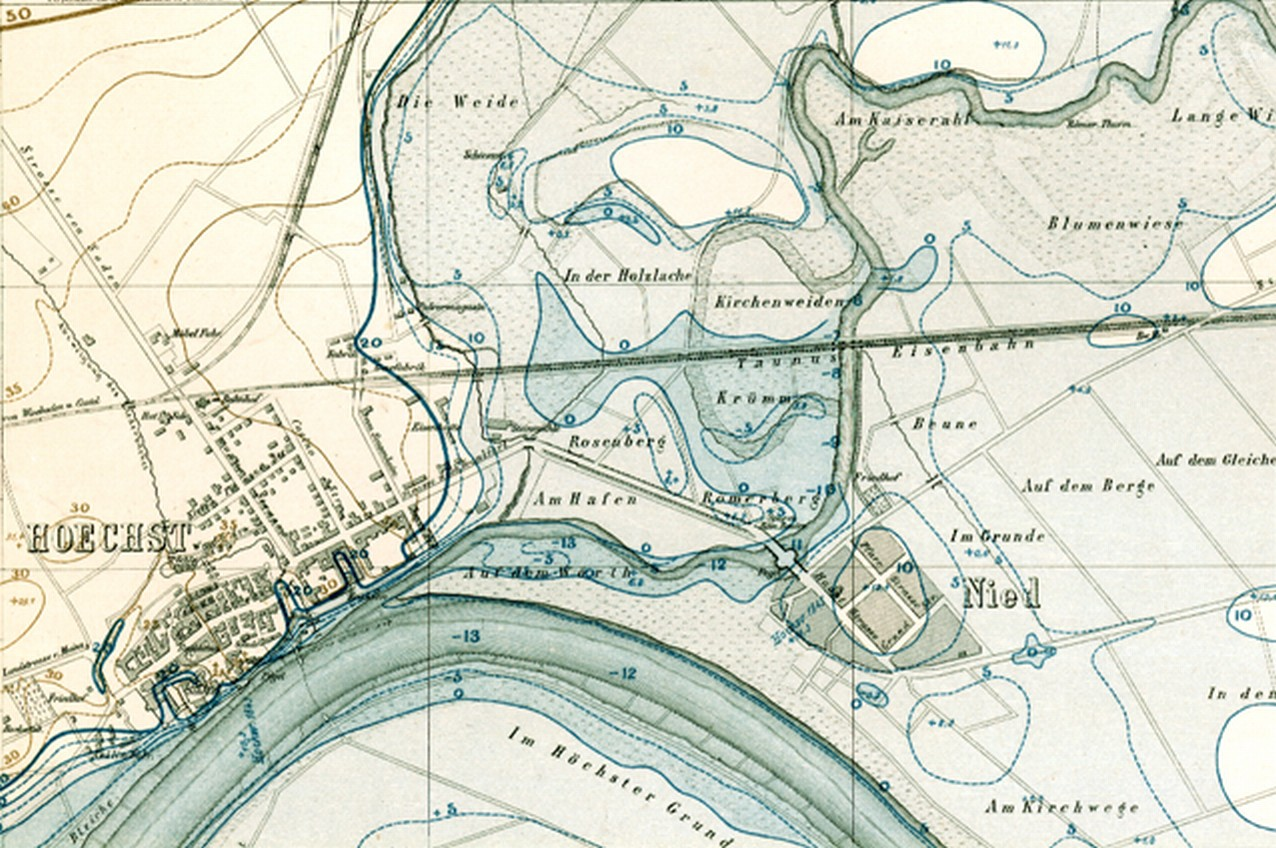
Höchst und Nied auf einem Hochwasserkataster von 1870

Die nassauische Regierung begann nach dem Ende der Befreiungskriege ab dem Jahr 1813 mit einer Verbesserung der Infrastruktur und einer Verwaltungsreform im Herzogtum. Höchst wurde 1816 Verwaltungssitz des Amtes Höchst. Im Rahmen des Ausbaus der Mainzer Landstraße wurden im Jahr 1816 die hinderlichen und nutzlosen Stadtmauern sowie beide Stadttore abgebrochen und die Hauptstraße erweitert. Erhalten blieb nur die Mainfront der alten Stadtbefestigung, da hier keine Ausdehnungsmöglichkeit für die Stadt bestand. Sie prägt das mainseitige Bild Höchsts bis heute. Die im Rahmen des Neustadtprojekts angelegte Königsteiner Straße wurde zwischen 1814 und 1820 als Chaussee Richtung Königstein ausgebaut. Höchst erlebte ein weiteres Wirtschafts- und Bevölkerungswachstum. 1822 lautete der Eintrag in einem Geografiebuch:

„Höchst, an dem Einflusse der Nidda in den Main, mit 1516 Einwohnern, Tabaks- und anderen Fabriken, starkem Handel. Das Bolongarosche Gebäude zieret dieses lebhafte Städtchen.“

Am 26. September 1839 wurde die erste Etappe der Taunusbahn von Frankfurt nach Höchst eröffnet. Sie war eine der ersten deutschen Eisenbahnen. Der erste Höchster Bahnhof lag am Bahnübergang der heutigen Königsteiner Straße. Anfang 1840 war die Strecke bis in die nassauische Residenz Wiesbaden fertiggestellt. 1847 eröffnete die Nebenbahn ins damals sehr beliebte Kurbad Soden.
Nach der Märzrevolution von 1848, die auch an Höchst nicht vorüberging, beschloss die nassauische Regierung eine Verwaltungsreform. Mit einem Gesetz vom Dezember 1848 zur Neuordnung der Gemeindeverwaltung wurde ein auf vier Jahre gewählter ehrenamtlicher Gemeinderat eingeführt. Der Gemeinderat wurde von der Gemeindeversammlung gewählt und bestand aus einem Bürgermeister, einem Ratschreiber und einer nach Gemeindegröße wechselnden Zahl Gemeinderäte. Von 1860 bis 1887 hatte Höchst vier ehrenamtliche Bürgermeister.
Mitte des 19. Jahrhunderts hatte die Industrielle Revolution in Deutschland ihren ersten Höhepunkt. Das Herzogtum Nassau förderte Industrieansiedlungen nach Kräften, während die Freie Stadt Frankfurt innerhalb ihrer Grenzen keine größeren Fabriken dulden wollte. Bereits 1856 wurde eine erste Fabrik chemischer Producte Simeons, Ruth und Co. in Höchst eröffnet. 1863 gründeten die beiden Frankfurter Unternehmer Eugen Lucius und sein Schwager Carl Friedrich Wilhelm Meister das Unternehmen Theerfarbenfabrik Meister, Lucius & Co. Das anfangs sehr kleine Unternehmen wuchs rasch. Unter dem Namen Farbwerke Höchst vorm. Meister Lucius & Brüning AG und später als Hoechst AG wurde es zum größten Chemie- und Pharmakonzern der Welt. Im Höchster Volksmund behielt das Werk immer den Namen Rotfabrik, nach einem der ersten Produkte des jungen Unternehmens, dem roten Farbstoff Fuchsin.

### Groß-Höchst – Die preußische Kreis- und Industriestadt

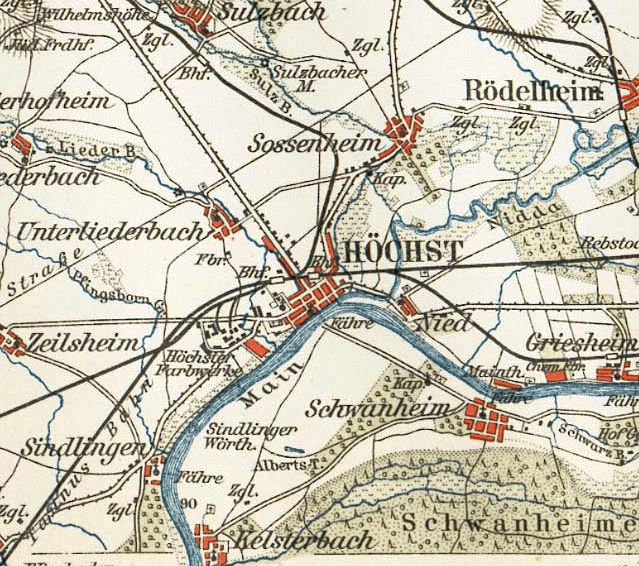
Höchst und Umgebung im Jahr 1893.

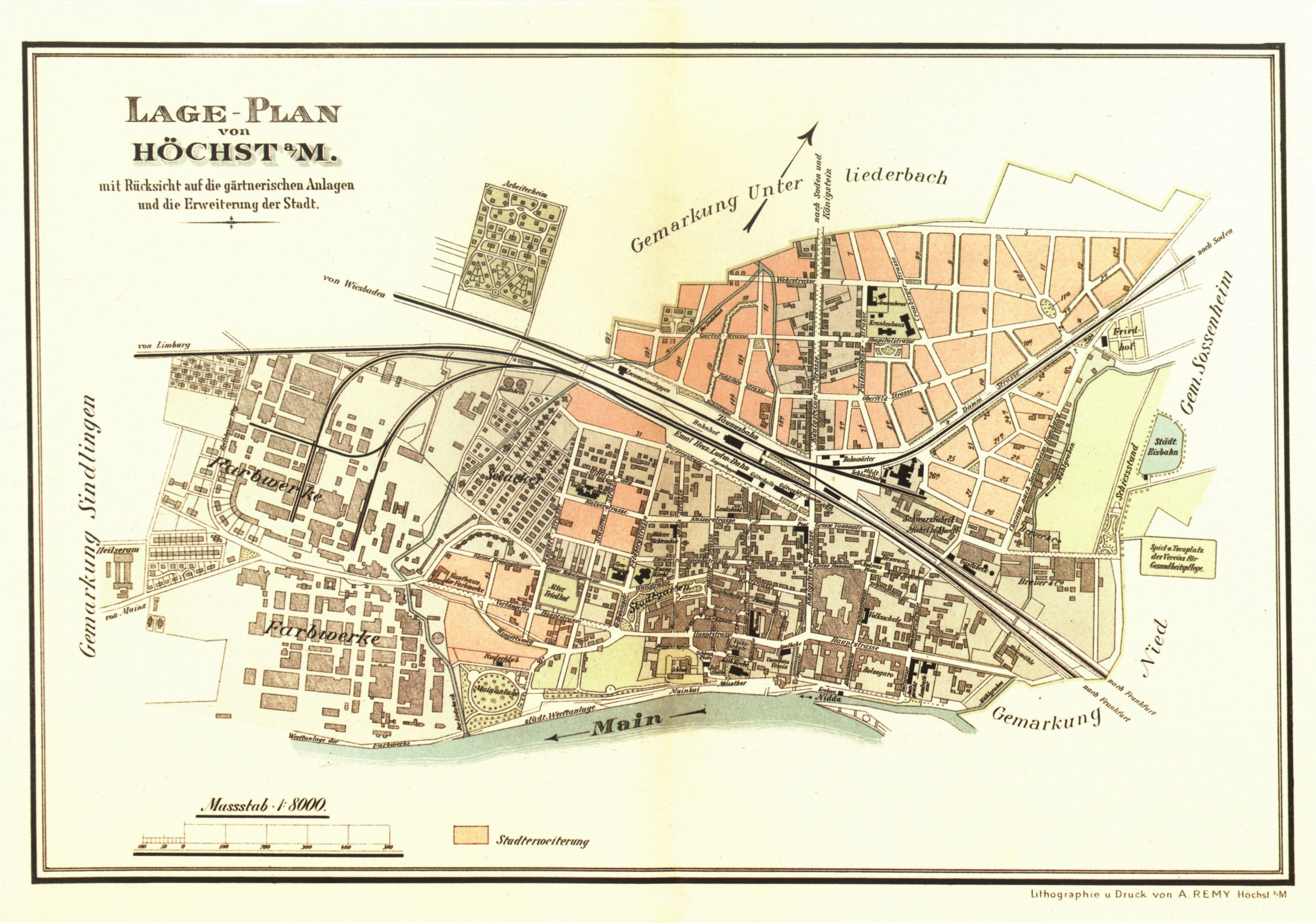
Stadtplan von Höchst am Main aus dem Jahr 1898

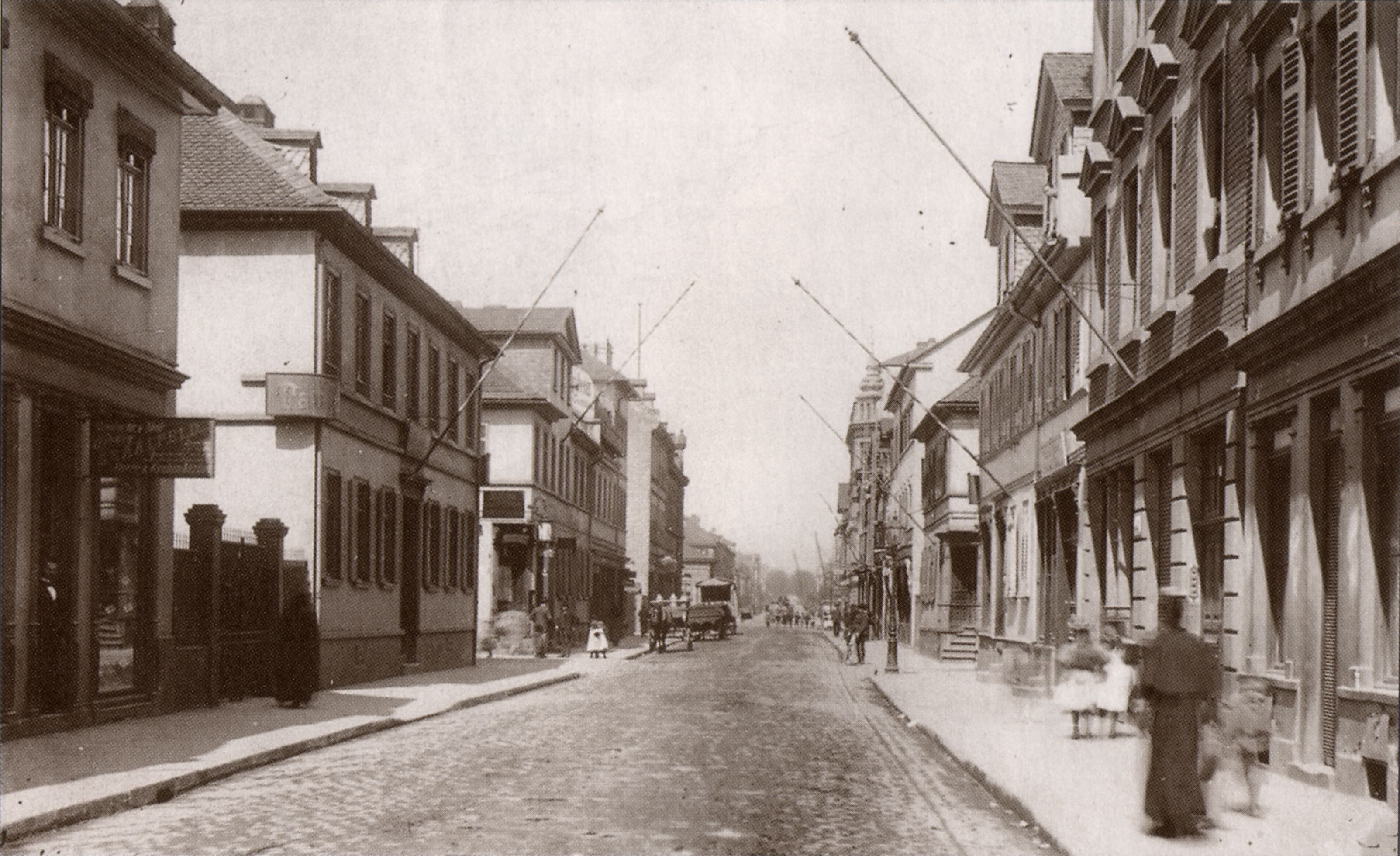
Die Königsteiner Straße im Jahr 1900

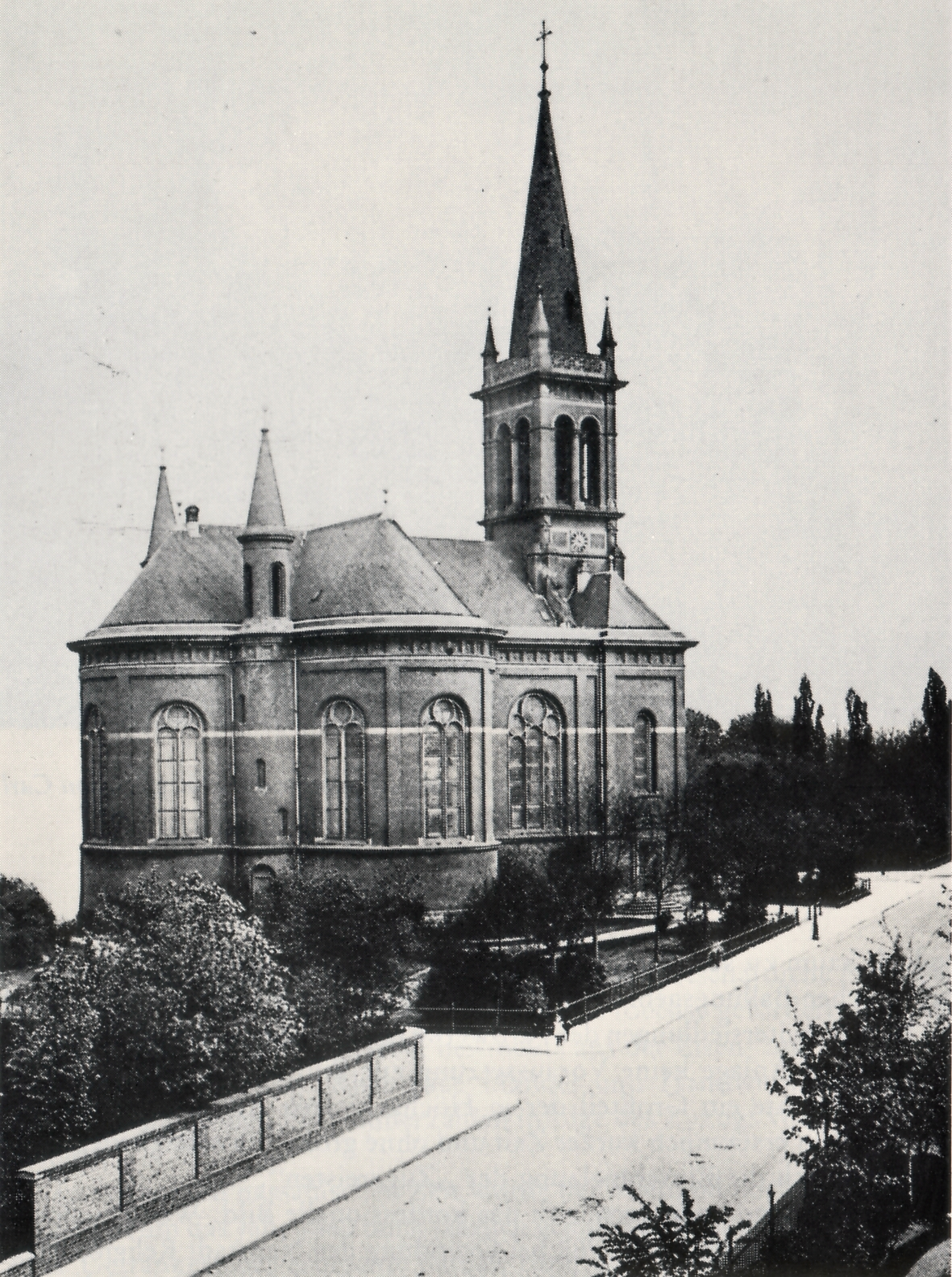
Die Evangelische Stadtkirche im Jahr 1905

Das Herzogtum Nassau stand im Deutschen Krieg auf Seiten des Deutschen Bundes und gehörte somit zu den Kriegsverlierern. Das Herzogtum wurde zusammen mit der Freien Stadt Frankfurt und dem Kurfürstentum Hessen von Preußen annektiert. Die Stadt Höchst gehörte von 1867 bis 1885 dem neuen Landkreis Wiesbaden in der Provinz Hessen-Nassau an. 1886 wurde Höchst Kreisstadt des neu gegründeten Landkreises Höchst.
Zum 31. Dezember 1866 hob die preußische Verwaltung endgültig den Mainzoll auf. Die beiden letzten Höchster Zollbeamten beendeten am 15. Februar 1867 ihren Dienst, die Gerätschaften des Amtes wurden versteigert und die Gebäude als Privatwohnung vermietet. Der Zollturm wurde 1870 zur Schule umgebaut.
Die neue Main-Lahn-Bahn nach Limburg wurde 1877 in Betrieb genommen. Mit dem Bau der Limburger Strecke wurde 1880 am heutigen Standort ein neues Bahnhofsgebäude errichtet. Es lag als Inselbahnhof zwischen den Gleisen und war durch eine Stichstraße von der Königsteiner Straße her erreichbar. 1902 wurde die Königsteiner Bahn nach Königstein im Taunus eröffnet. 1914 entstand als letztes öffentliches Bauprojekt in Höchst vor dem Ersten Weltkrieg ein neuer Bahnhof, der dritte nach 1839 und 1880. Mit seinen zwölf Gleisen und dem repräsentativen Empfangsgebäude im Jugendstil war er ein Symbol für das rasante Wachstum, das die Stadt durch den Aufstieg als Chemiestandort erlebte.
Die Einwohnerzahl stieg sprunghaft von 6517 im Jahr 1885 auf 14.000 im Jahr 1905. Weitere Industrie- und Handwerksbetriebe siedelten sich an. 1908 wurde am Mainufer der Höchster Hafen für den wachsenden Warentransport auf dem Fluss ausgebaut. Das vordem flache Ufer wurde dazu um zwei Meter aufgeschüttet. Neue Stadtviertel wurden angelegt, das Westend mit Gründerzeit- und Jugendstilbauten entstand. Während der Stadtplan von 1864 noch einen Stadtgrundriss zeigt, der sich im Bereich der Altstadt fast nicht von der spätmittelalterlichen Ausdehnung unterscheidet und die Neustadt kaum über den Plan Emmerich-Josephs hinaus gewachsen ist, verdeutlicht der Stadtplan von 1898 das schnelle Wachstum Höchsts innerhalb von dreißig Jahren.

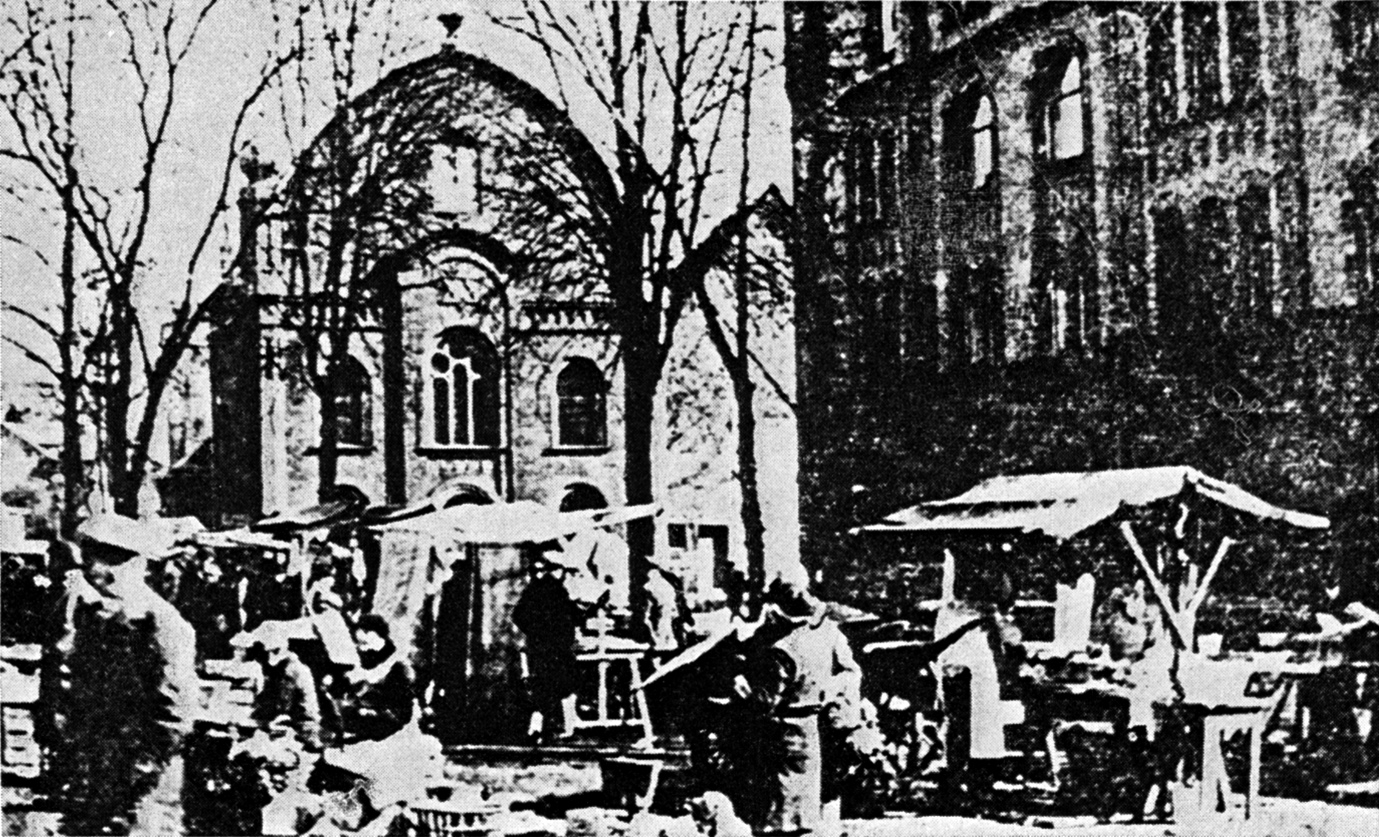
Die 1905 eingeweihte Synagoge
Aufnahme vom November 1923

Auch das religiöse Leben in der Stadt wurde vielfältiger. War Höchst ehemals als mainzische Besitzung traditionell katholisch, zogen nun Protestanten und Bürger jüdischen Glaubens zu. Mit finanzieller Unterstützung durch den Industriellen Adolf von Brüning wurde 1882 die evangelische Stadtkirche errichtet. Die jüdische Gemeinde weihte 1905 ihre neue Synagoge am heutigen Marktplatz feierlich ein. 1909 wurde die neue katholische Pfarrkirche St. Josef geweiht, deren Bau als Folge der Enteignung von Kirchengut während der Säkularisation von 1803 vom preußischen Staat finanziert wurde. Dies wurde 1906 in einem Höchster Kirchenbauprozess genannten Gerichtsverfahren zwischen der katholischen Kirchengemeinde und dem preußischen Fiskus entscheiden.
Schließlich konnte die ehrenamtliche Verwaltung die Probleme der wachsenden Industriestadt nicht mehr bewältigen. Ohne den massiven Einfluss der Farbwerke Hoechst und ihrer Gründerfamilien auf die soziale und kulturelle Stadtentwicklung sowie ihren Bau von Sozialwohnungen für die Arbeiterschaft wäre die Infrastruktur Höchsts längst zusammengebrochen. 1888 bekam Höchst mit Eugen Gebeschus seinen ersten hauptamtlichen Bürgermeister. Der Verwaltungsjurist setzte sich schnell für eine planvolle Stadtentwicklung ein, die das Wachstum der Stadt ordnete und die verfügbaren Flächen strukturierte. Höchst erwarb 1907 für die wachsende Stadtverwaltung den bis dahin als Wohn- und Industriegebäude genutzten Bolongaropalast und ließ ihn zum Rathaus umbauen.
Mitten im Ersten Weltkrieg, am 1. April 1917, wurden die Gemeinden Unterliederbach, Sindlingen und Zeilsheim nach Höchst am Main eingemeindet. Die neue Stadt nannte sich nun Groß-Höchst, sie hatte mit einem Schlag 32.000 Einwohner. Ihr Bürgermeister Ernst Janke, Amtsinhaber von 1911 bis 1923, wurde von Wilhelm II. zum Oberbürgermeister ernannt.

### Nach dem Ersten Weltkrieg – Französische Besatzung und Inflation

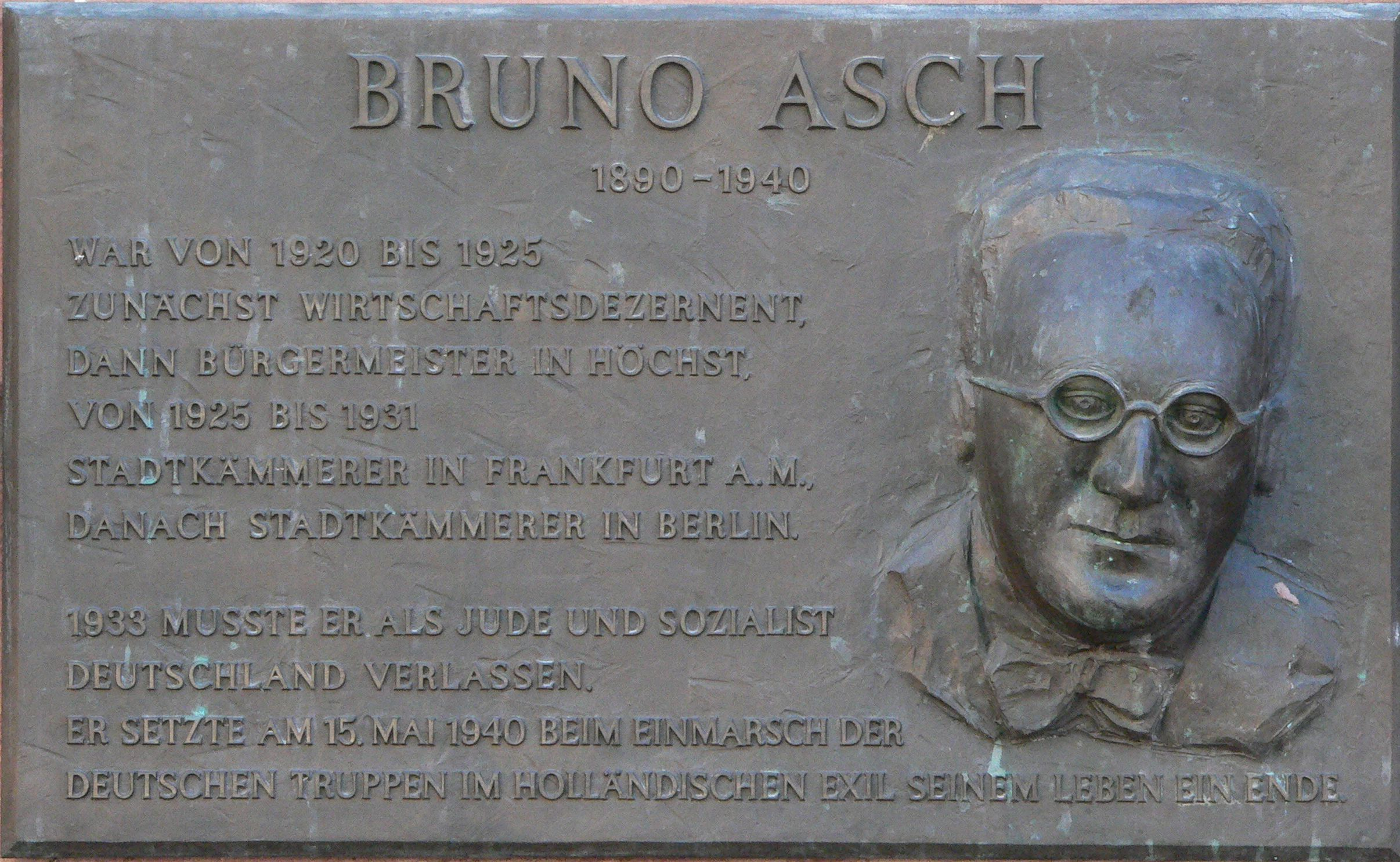
Gedenktafel für Bruno Asch am Bolongaropalast

Nach dem Ende des Krieges wurden die linksrheinischen Gebiete Deutschlands infolge des Versailler Vertrags durch Frankreich besetzt. Hinzu kamen außerdem drei Brückenköpfe auf rechtsrheinischem Gebiet in einem Radius von jeweils dreißig Kilometern rund um Köln, Koblenz und Mainz. Höchst lag innerhalb des Mainzer Besatzungsgebiets und wurde am 14. Dezember 1918 von französischen Truppen besetzt, denen neben Franzosen aus dem Mutterland vor allem Soldaten aus den französischen Kolonien Marokko und Algerien angehörten. Sie nahmen Quartier in der eigens für sie erbauten Höchster Kaserne. An der Niddabrücke nach Nied wurde ein Grenzübergang (Zollgrenze) eingerichtet, Straßennamenschilder in französischer Sprache wurden aufgehängt. Wegen Widerstands gegen die Besatzungsmacht wurde 1919 Oberbürgermeister Janke ausgewiesen, das gleiche Schicksal traf 1923 seinen Amtsnachfolger Bruno Asch. Er leitete bis 1925 die Amtsgeschäfte telefonisch von Frankfurt aus, bevor er dort Stadtkämmerer wurde und sein Amt an Bruno Müller übergab, den letzten Höchster Bürgermeister. Die französische Besatzung endete erst im Jahr 1930.
Im Werk Höchst entstand 1920 bis 1924 das Technische Verwaltungsgebäude von Peter Behrens, einer der bedeutendsten expressionistischen Industriebauten. Zwischen dem Bahnhof und der Königsteiner Straße wurde südlich des Bahndamms eine der wenigen expressionistischen Parkanlagen Deutschlands angelegt, die heutige Bruno-Asch-Anlage. Der Höchster Stadtarchitekt Carl Rohleder hatte radikale Planungen für ein „Groß-Höchst“, die Abriss und Neubebauung fast der gesamten Altstadt vorsahen. Sie konnten aufgrund der finanzschwachen Situation Höchsts nicht verwirklicht werden. Die Inflation und die Kosten der französischen Besatzung zwischen 1918 und 1930 hatten die Stadtkassen geleert. Zudem war das Gewerbesteuereinkommen beträchtlich gesunken, nachdem sich die I.G. Farben, zu der auch die Hoechst AG gehörte, vom Interessenverband 1925 in einen Konzern mit Hauptsitz in Frankfurt umgewandelt hatte. Der Hauptteil der Steuereinnahmen aus der Hoechst AG floss nun in die Nachbarstadt. Im Werk Höchst wurde in diesen Jahren wenig investiert, da der neue Konzern seinen Schwerpunkt in Mitteldeutschland hatte.
Die wirtschaftlichen Interessen des Konzerns und des Konzernsitzes Frankfurt veranlassten die preußische Regierung, Druck auf die Höchster Verwaltung auszuüben. Würde Höchst sich nicht freiwillig nach Frankfurt eingemeinden lassen, würde dies der preußische Landtag mit einem Gesetzesakt zwangsweise veranlassen. Um nicht Eingemeindungsbedingungen diktiert zu bekommen und weiterhin von den existenziellen Steuereinnahmen zu profitieren, entschied sich der Höchster Magistrat für die freiwillige Aufgabe der städtischen Eigenständigkeit. Die Stadtverordnetenversammlung verabschiedete am 5. Januar 1928 den mit Frankfurt ausgehandelten Eingemeindungsvertrag mit seiner Anlage zur weiteren Entwicklung Höchsts. Der bisherige Höchster Bürgermeister Bruno Müller (SPD) wurde Dezernent in Frankfurt.

## Ein Stadtteil Frankfurts – Höchst ab 1928

### Von den späten 1920ern bis zum Ende des Zweiten Weltkrieges

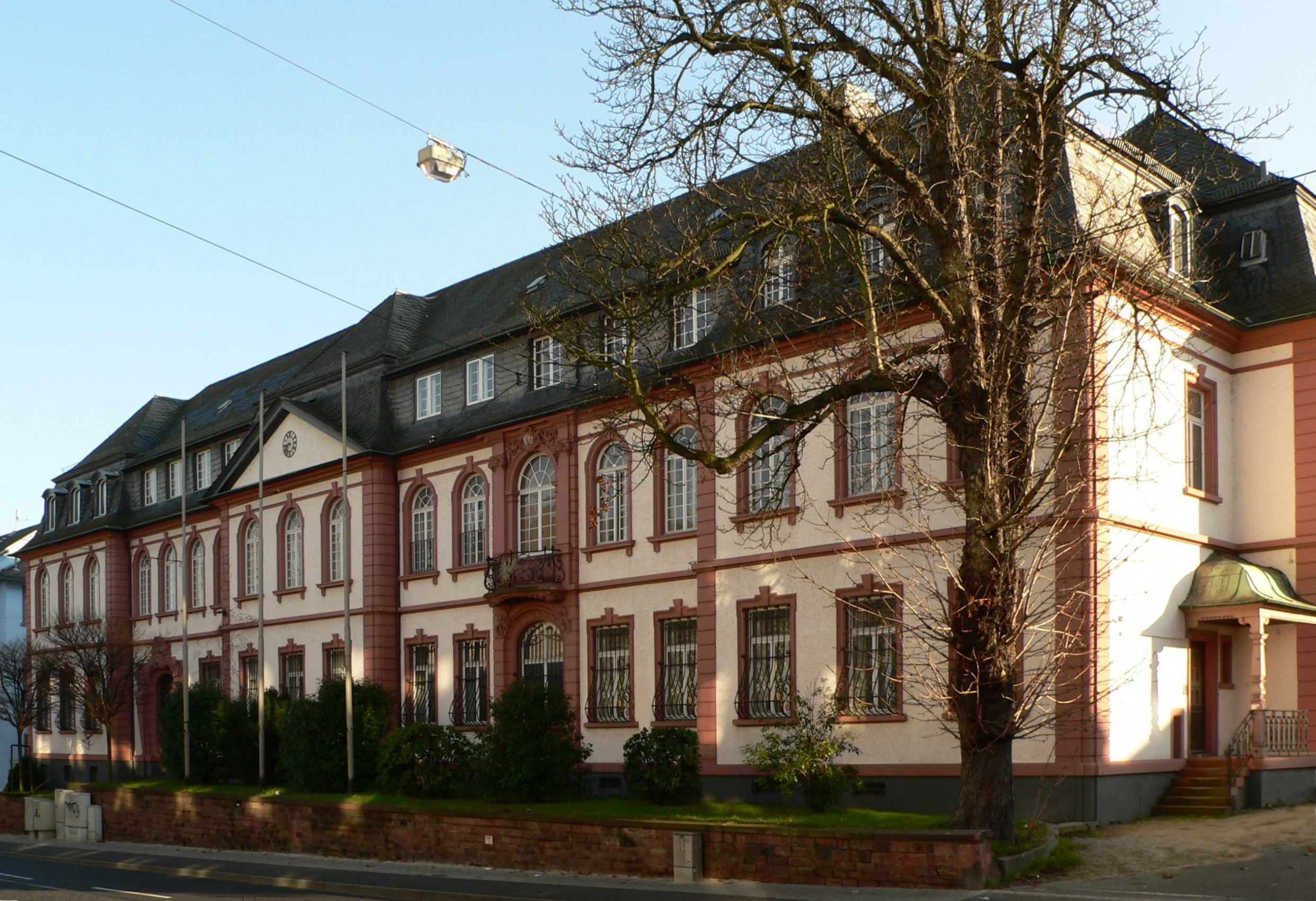
Ehemaliges Kreishaus an der Höchster Bolongarostraße

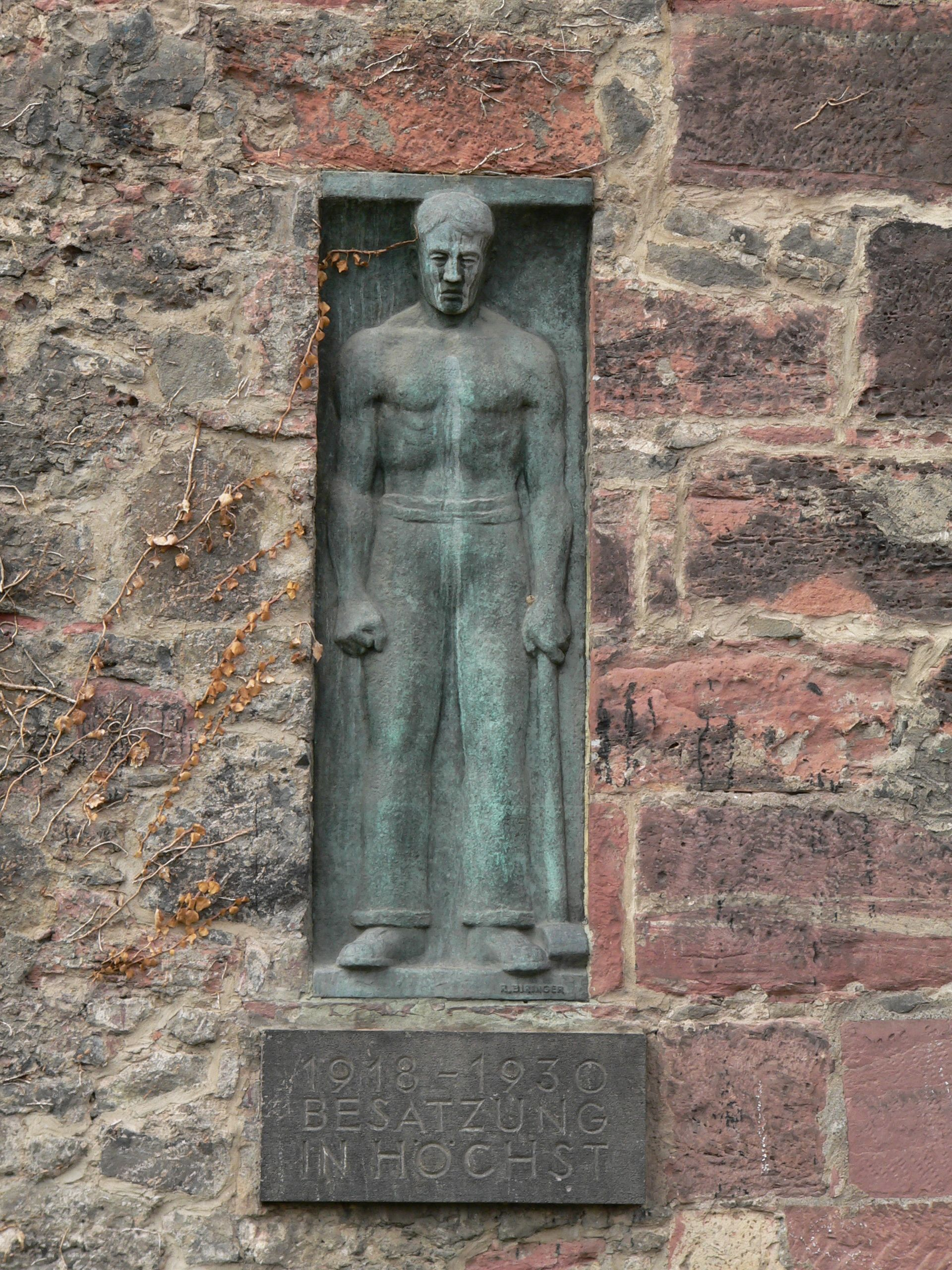
In die mainseitige Stadtmauer eingelassenes Mahnmal des Höchster Künstlers Richard Biringer an die Zeit der französischen Besatzung.

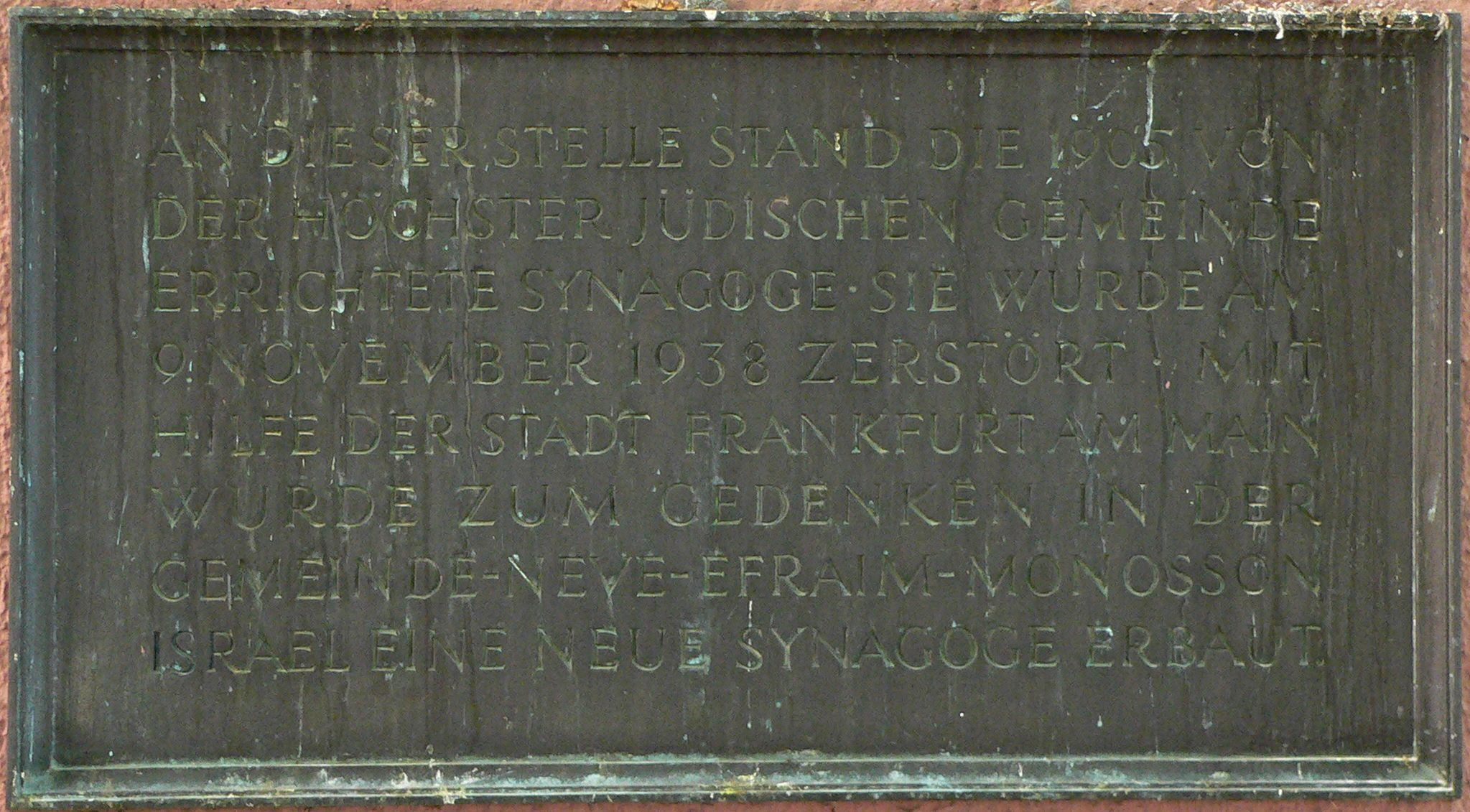
Gedenktafel an die Synagoge am Höchster Markt.

Am 1. April 1928 verlor Höchst nach 573 Jahren seine kommunale Selbständigkeit und wurde ein Ortsbezirk Frankfurts (Frankfurt-West). Die Altstadt sowie die 1917 eingemeindeten Höchster Stadtteile wurden zu Frankfurter Stadtteilen. Die französische Militärverwaltung widersetzte sich anfangs der Eingemeindung, stimmte dann aber doch zu. Nachdem die letzten französischen Truppen im Dezember 1929 abgezogen waren, endete die französische Besatzung Höchsts formal im Juni 1930.
Höchst blieb allerdings, dies war ein Kuriosum der Eingemeindung, noch bis 1980 Sitz der Kreisverwaltung des Main-Taunus-Kreises, der im Rahmen einer Gebietsreform aus dem Altkreis Höchst und dem Altkreis Wiesbaden neu gebildet wurde.
Mit der Machtübernahme durch die Nationalsozialisten änderte sich die kommunalpolitische Situation Höchsts. Der Eingemeindungsvertrag sah eine starke Autonomie des Stadtteils vor, die auch einen eigenen Haushalt umfasste. Dies passte nicht zum zentralistischen Führerprinzip der neuen Machthaber, Höchst wurde zu einem abhängigen Verwaltungsbezirk Frankfurts. Im Anhang des Vertrages zugesagte Bauvorhaben und Stadtentwicklungsmaßnahmen wurden nicht ausgeführt, der Vertrag verschwand im Stadtarchiv.
Die Nationalsozialisten begannen schnell mit der Enteignung der jüdischen Bevölkerung Höchsts. Die Besitzer des 1929 auf der Königsteiner Straße eröffneten großstädtischen Kaufhauses Schiff wurden zum Verkauf gezwungen; das Kaufhaus wurde über einen Zwischenbesitzer an den Hertie-Konzern verkauft. Ebenso „arisiert“ wurde die gegenüber dem Bahnhof gelegene Schuhfabrik R. & W. Nathan OHG, deren Anteile zur Hälfte von der Dresdner Bank erworben wurden. Das Unternehmen wurde zur ADA-ADA-Schuh AG umfirmiert, die Inhaber in die Emigration getrieben. Bei den Novemberpogromen 1938 wurde die 1905 am Marktplatz erbaute Synagoge von SA-Leuten niedergebrannt, die Feuerwehr schützte lediglich umstehende Häuser vor dem Feuer. Anstelle der Synagoge wurde ein Luftschutzbunker errichtet. Eine Gedenktafel an dessen Westfassade erinnert heute an das Geschehen.
Im Gegensatz zur Kernstadt Frankfurts und anderen Stadtteilen wurde Höchst im Zweiten Weltkrieg bei den Luftangriffen auf Frankfurt am Main nur leicht beschädigt. Bei Luftangriffen im Jahr 1940 wurden vier Häuser zerstört, 13 Menschen starben dabei. Insbesondere wurden auch die Anlagen der Hoechst AG nur wenig beschädigt. Lediglich ein Produktionsbetrieb, die Telefonzentrale und die Werksbibliothek wurden zerstört. Insgesamt wurden in Höchst 53 Häuser getroffen. Augenzeugenberichten zufolge gab es in Höchst keinen einzigen schweren Luftangriff.
Der letzte Beschuss Höchsts durch US-amerikanische Artillerie erfolgte am Abend des 27. März 1945. Am 29. März 1945 marschierten die amerikanischen Truppen in Höchst ein und besetzten den Stadtteil und das Chemiewerk.

### Die Entwicklung Frankfurt-Höchsts nach 1945

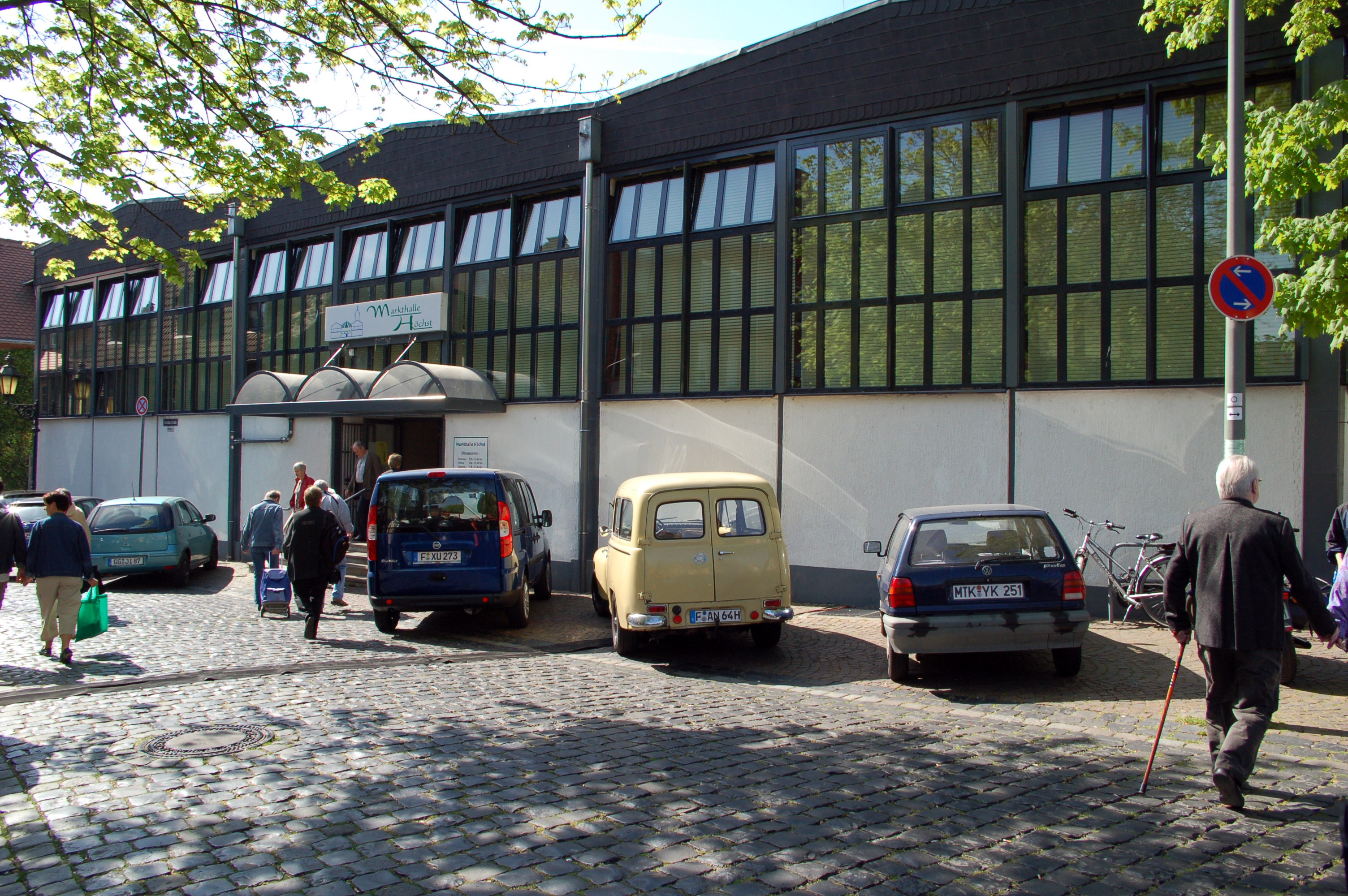
Die 1955 errichtete Markthalle

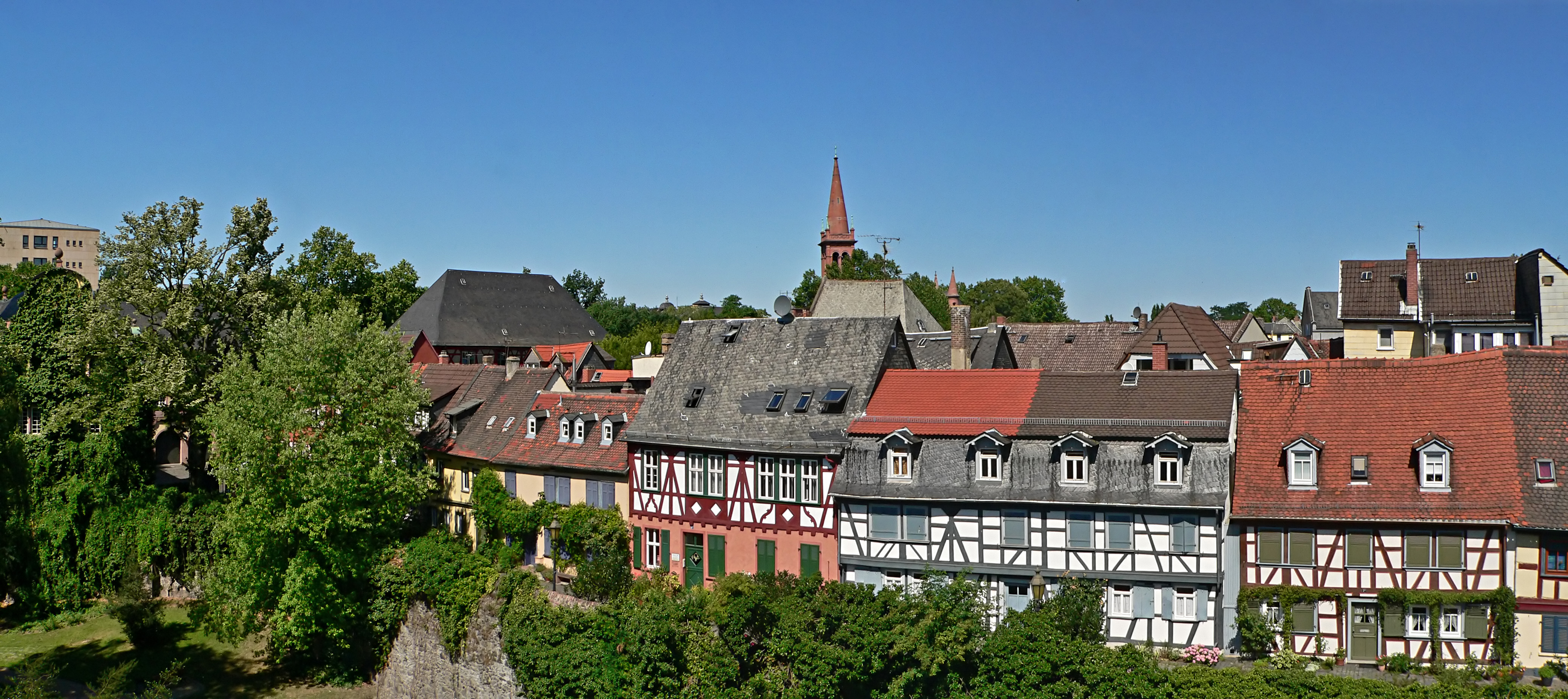
Renovierte Fachwerkhäuser in der Altstadt

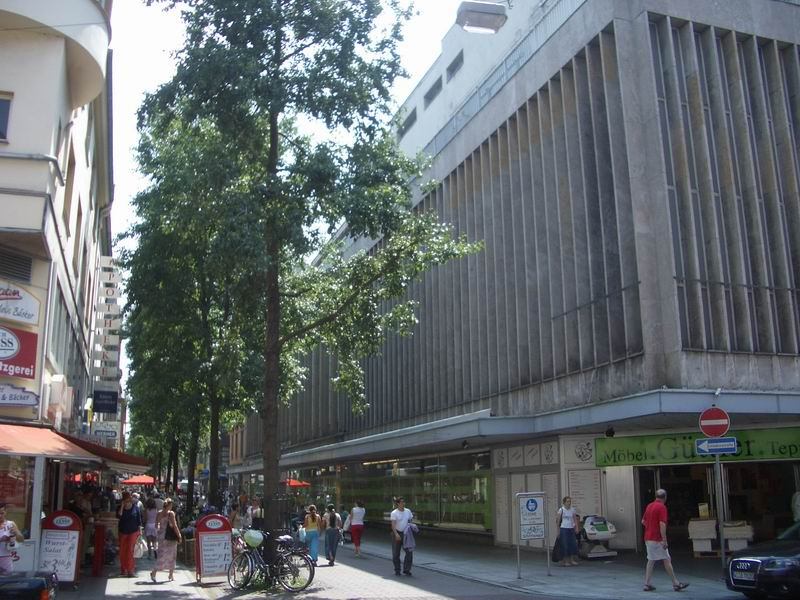
Ehemaliges Warenhaus in der Fußgängerzone in der Königsteiner Straße

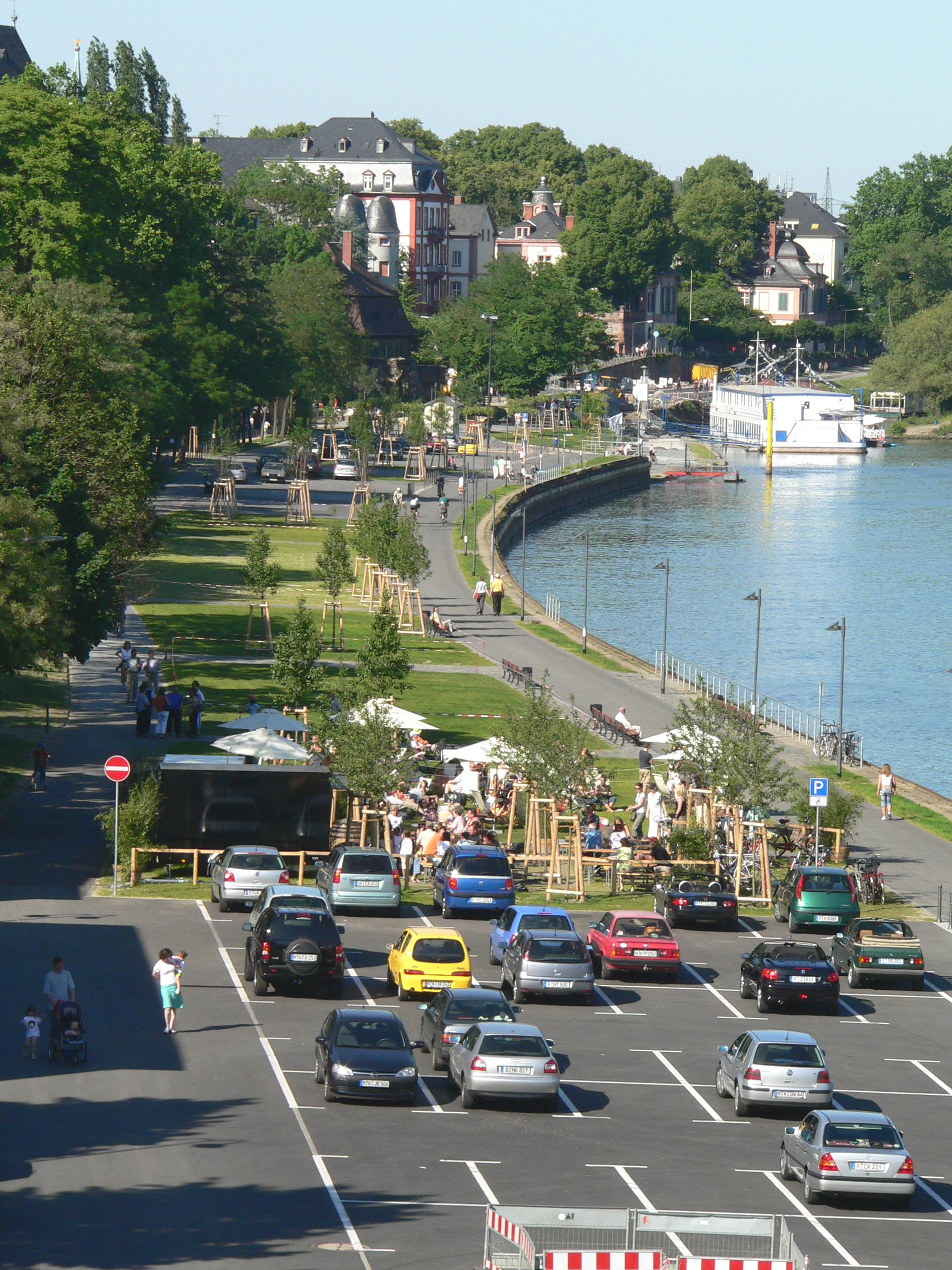
Neugestaltetes Höchster Mainufer 2006

Im Juli 1945 richtete sich der Soldatensender AFN im Höchster Schloß ein. Die Studios befanden sich im Neuen Schloss, die Mannschaftsunterkünfte im Alten Schloss. Bis zum Bezug eines neuen Gebäudes beim Hessischen Rundfunk 1966 blieb der Sender im Schloss ansässig.
1947 erfolgte auf Betreiben des Höchster Journalisten Rudolf Schäfer die Neugründung der Höchster Porzellanmanufaktur. Nach finanzieller Beteiligung der Hoechst AG konnte das Unternehmen 1965 fortgeführt werden. Es hatte zwischen 1977 und 2002 seinen Sitz in der Altstadt im Dalberger Haus, seitdem ist der Firmensitz in der Höchster Palleskestraße.
Anfang der 1950er-Jahre kam der Eingemeindungsvertrag und seine bisher nicht erfüllten Punkte wieder in die Diskussion. Die Höchster warteten immer noch auf den Anschluss an die Frankfurter Straßenbahn, ebenso waren die vertraglich zugesagte Markthalle, das Hallenbad und die Mainbrücke nicht gebaut worden. 1953 gründeten Höchster Bürger einen Ausschuss, der unter dem Motto „Zerbrecht die Ketten Frankfurts“ die Ausgemeindung aus Frankfurt betreiben wollte. Da der Frankfurter Oberbürgermeister Walter Kolb seinen Wohnsitz in einem Seitenflügel des Bolongaropalastes hatte, konnte er sich direkt ein Bild vom Unmut der Höchster Bevölkerung machen. Auf seine Initiative wurden die Markthalle und das Hallenbad erbaut und im November 1955 eingeweiht. Die Straßenbahn wurde von Nied bis zur Zuckschwerdtstraße im Osten Höchsts ausgebaut. Weitere Teile des Vertrages wurden erst seit Mitte der 1990er-Jahre erfüllt, so 1994 die Errichtung einer Brücke über den Main und der Bau des Bahnhofs für Zeilsheim und Sindlingen im Jahr 2007.
1957 fand zum ersten Mal das Höchster Schloßfest  statt. Es entwickelte sich in den folgenden Jahren zu einem kulturellen Höhepunkt der Region.
Ein erster Ansatz zum Denkmalschutz in Höchst erfolgte 1959 mit einer von der Stadt Frankfurt erlassenen Bausatzung, die einige Häuser der Höchster Altstadt unter Schutz stellte. Sie mündete 1972 in ein Ortsstatut, mit dem die Höchster Altstadt als Gesamtensemble unter Denkmalschutz gestellt wurde. In den folgenden Jahren wurden die Straßen der Altstadt neu gepflastert und mit neuen Straßenlaternen versehen. Viele historische Gebäude wurden seither renoviert.
Am 4. Juli 1979 beschloss der Hessische Landtag den Umzug der Verwaltung des Main-Taunus-Kreises von Höchst nach Hofheim am Taunus, Höchst verlor dadurch nach fast zwei Jahrhunderten seinen Status als Kreisstadt. Es blieb jedoch noch bis 1987 Sitz der Kreisverwaltung. Bis 1980 verfügte Höchst ebenfalls über eine eigenständige Kfz-Zulassungsstelle für das Kfz-Kennzeichen FH (Frankfurt-Höchst).
Seit den 1970er-Jahren war ein kontinuierlicher Bevölkerungsrückgang in Höchst zu verzeichnen. Der Stadtteil hatte und hat den Ruf eines Industriebezirks mit geringer Wohnqualität. Im Jahr 2005 waren 39 Prozent der Bevölkerung Migranten, was soziale Spannungen und Ghettobildung mit sich bringt. Mit dem Bau von Einkaufszentren wie des Main-Taunus-Zentrums vor den Toren Höchsts wurde die traditionelle Kundschaft aus dem Vordertaunus weggelockt. Nach dem Wegzug der Kreisverwaltung blieben auch die Behördenmitarbeiter und -besucher als Kundschaft der Höchster Geschäfte aus. Der Einzelhandel in Höchst geriet daher seit dem Ende der 1980er in eine Krise.
Ein weiterer wirtschaftlicher Einschnitt für den Stadtteil ergab sich ab Mitte der 1990er mit der Aufteilung und Auflösung der Farbwerke Hoechst. Die Zahl der im Industriepark Höchst Beschäftigten sank von über 30.000 (um 1980) auf zeitweise unter 20.000, und der früher übliche Einkaufsbummel der Rotfabriker während der Mittagspause wurde ein Opfer der Bemühungen um ständige Effizienzsteigerung. Im Jahr 2007 ist der Industriepark ein prosperierender Standort für über 90 Unternehmen, die wieder rund 22.000 Mitarbeiter beschäftigen, die jedoch dem Einzelhandel und der Gastronomie in Höchst nur noch wenig Umsatz verschaffen. Auch die finanzielle Unterstützung der früheren Hoechst AG für soziale, kulturelle und denkmalschützerische Projekte im Stadtteil blieb nun weitgehend aus.
Die 1990 erfolgte Umwandlung eines Abschnitts der Königsteiner Straße zwischen Bolongarostraße und Hostatostraße in eine Fußgängerzone konnte den Abwärtstrend des Höchster Einzelhandels nicht aufhalten. Viele Fachgeschäfte zogen fort oder gaben auf, leerstehende Geschäftsräume und Geschäfte mit Niedrigpreisware kennzeichnen seither das Bild der Höchster Einkaufsstraßen. Daher beschloss die Stadt Frankfurt im Jahr 2006, in den folgenden zehn Jahren die Stadtentwicklung Höchsts mit zwanzig Millionen Euro zu fördern, um Höchst wieder zu einem attraktiven Wohn- und Geschäftsstandort zu machen.